# クルーズ客船

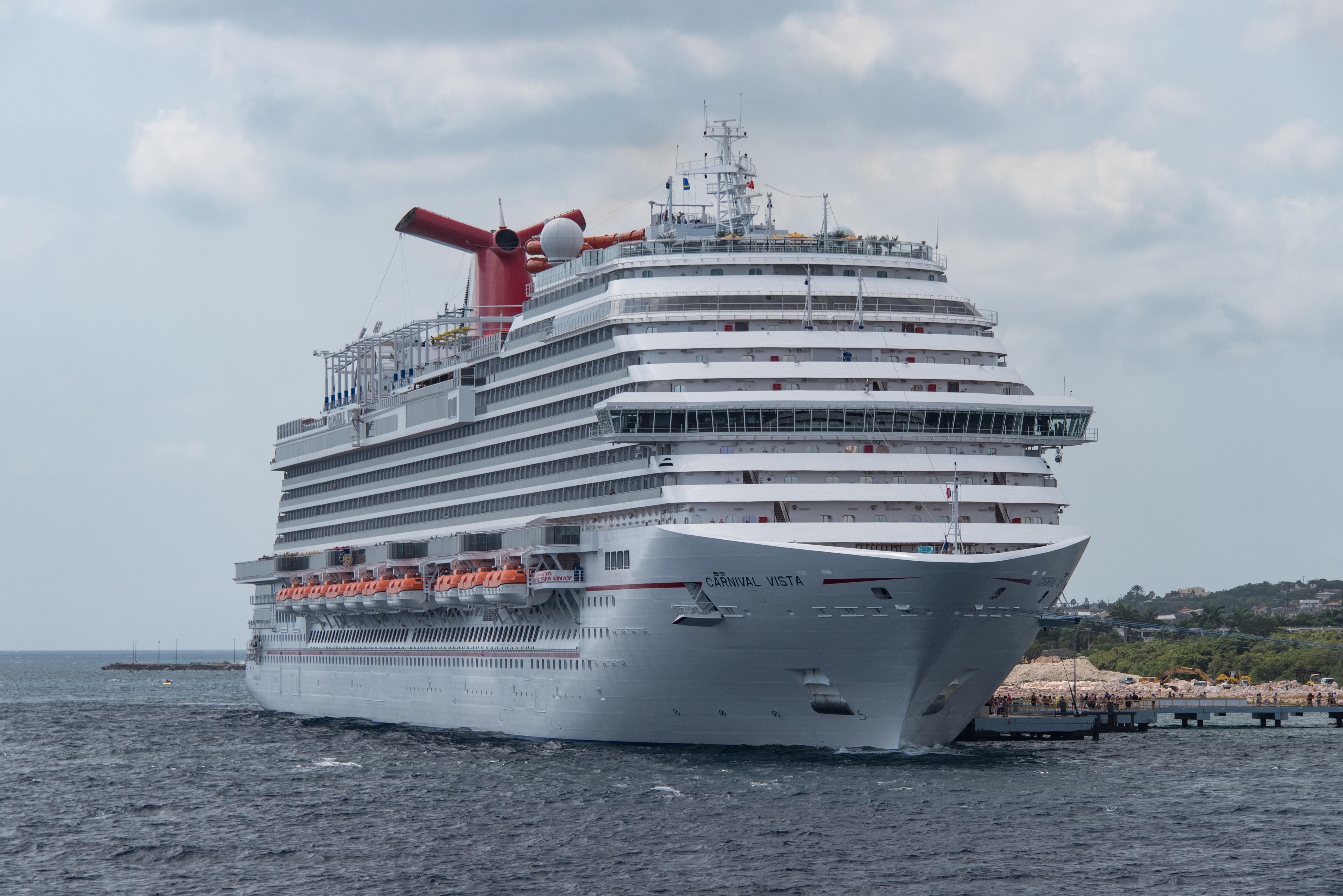
カーニバルクルーズの「カーニバル・ビスタ」

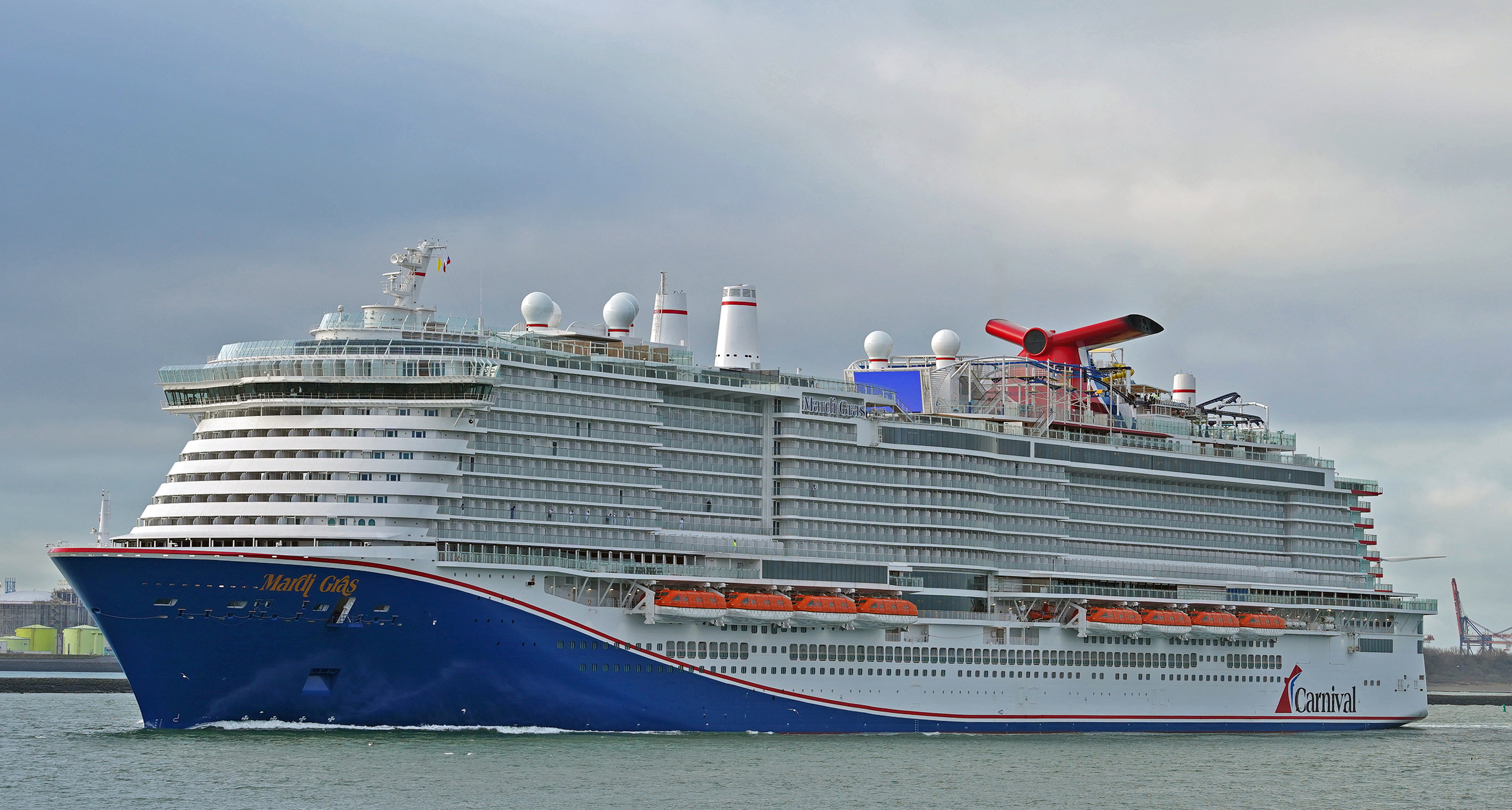
世界最大のクルーズ会社、カーニバルクルーズのマルディグラ。洋上初のジェットコースターを搭載している。

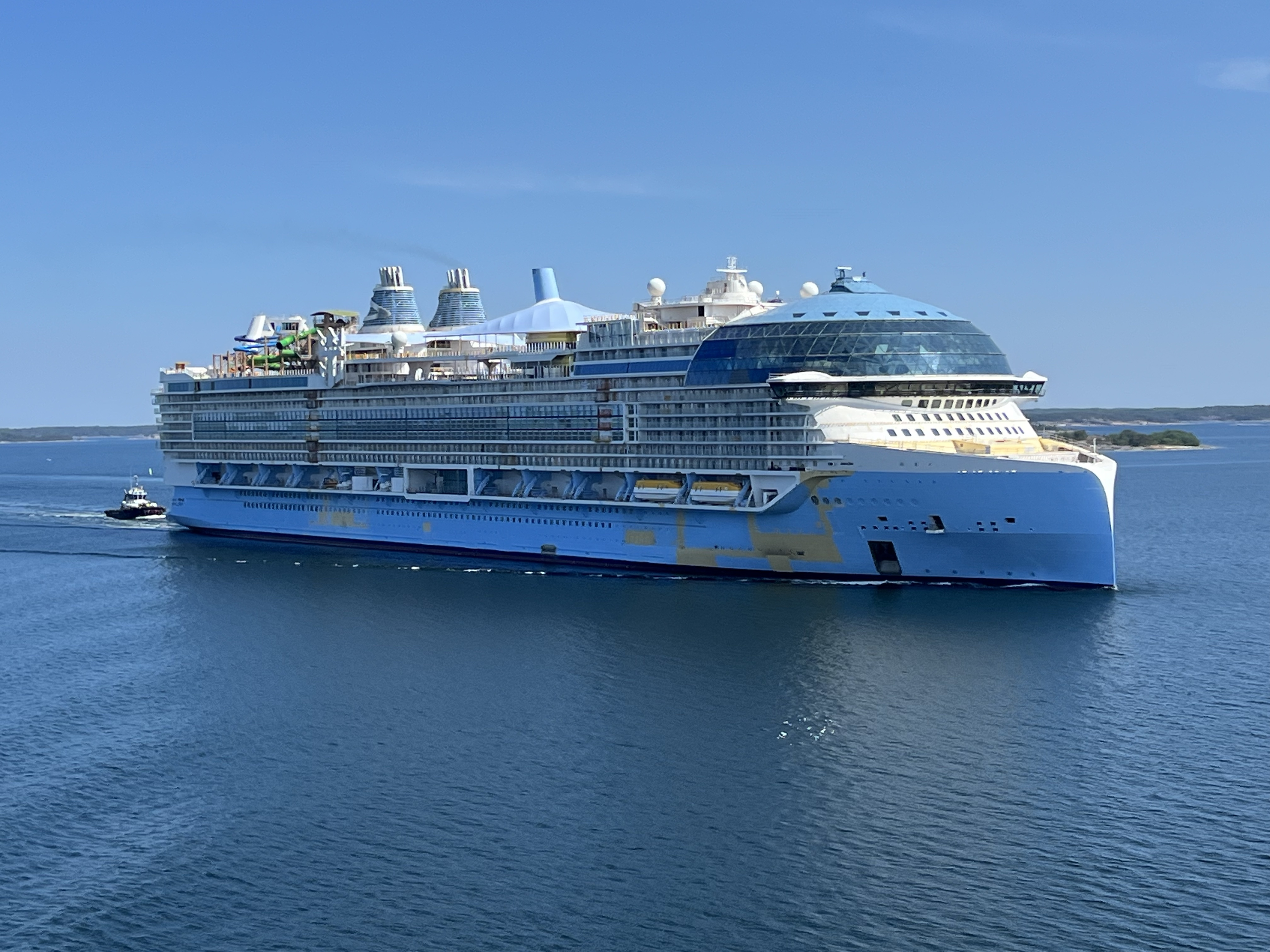
世界最大の客船「アイコン・オブ・ザ・シーズ」。ロイヤル・カリビアン・インターナショナルが運航。

クルーズ客船（クルーズきゃくせん、英語: cruise ship）とは、乗客に船旅（クルーズ）を提供するための旅客船である。巡航客船とも言う。
宿泊設備を持つことは勿論、レストランやバー、フィットネスクラブやプールなどの設備を備え、
サービス要員や医師・看護師なども乗船しており、長期間の船旅を楽しめるようになっている。
なお海洋を航行するクルーズ客船が人気だが、クルーズ客船による河川クルーズ（リバークルーズ）のドナウ川クルーズ、長江クルーズなども人気である。

## 歴史など
元々は荒天が多く旅客需要が低下する冬期、旅客船が定期航路における運航を休止しがちな事から、これを活用して温暖地域への巡航サービスが企画されるようになったのが始まりである。その最初は、イギリスのP&O創立者の一人であるアーサー・アンダーソン(Arthur_Anderson_(businessman))が、1836年にシェトランドの地方新聞の創刊号に、シェトランド発着でフェロー諸島・アイスランドといった北大西洋方面を周遊する航海のアイデアを架空の広告という形で掲載したことに始まり、その後P&Oが1844年にイギリスからアレクサンドリアへの航路と地中海方面への支線航路の定期船を用いる周遊券の形式で地中海クルーズ商品を開始した事例に遡る。1867年にはアメリカ合衆国・ニューヨークのキリスト教会が中心となり、ニューヨーク発着でヨーロッパを経由し、中近東のキリスト教聖地巡礼を行う165日間の航海を実施して観光クルーズの先駆けとなり、航海の様子はマーク・トウェインにより「地中海遊覧記」として著された。

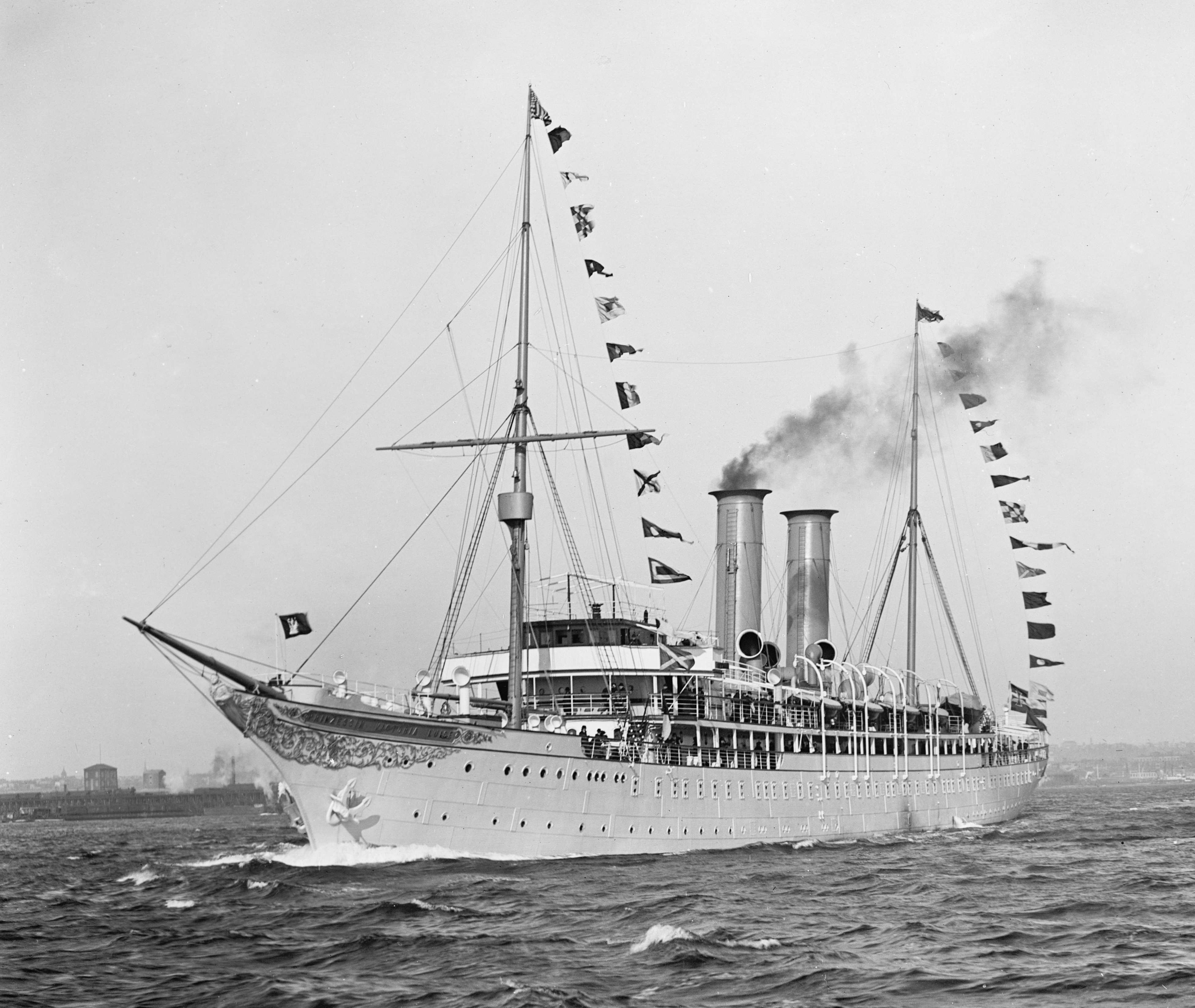
ハパックが1900年に建造・就航したプリッツェリン・ヴィクトリア・ルイーズ（4,500t級）

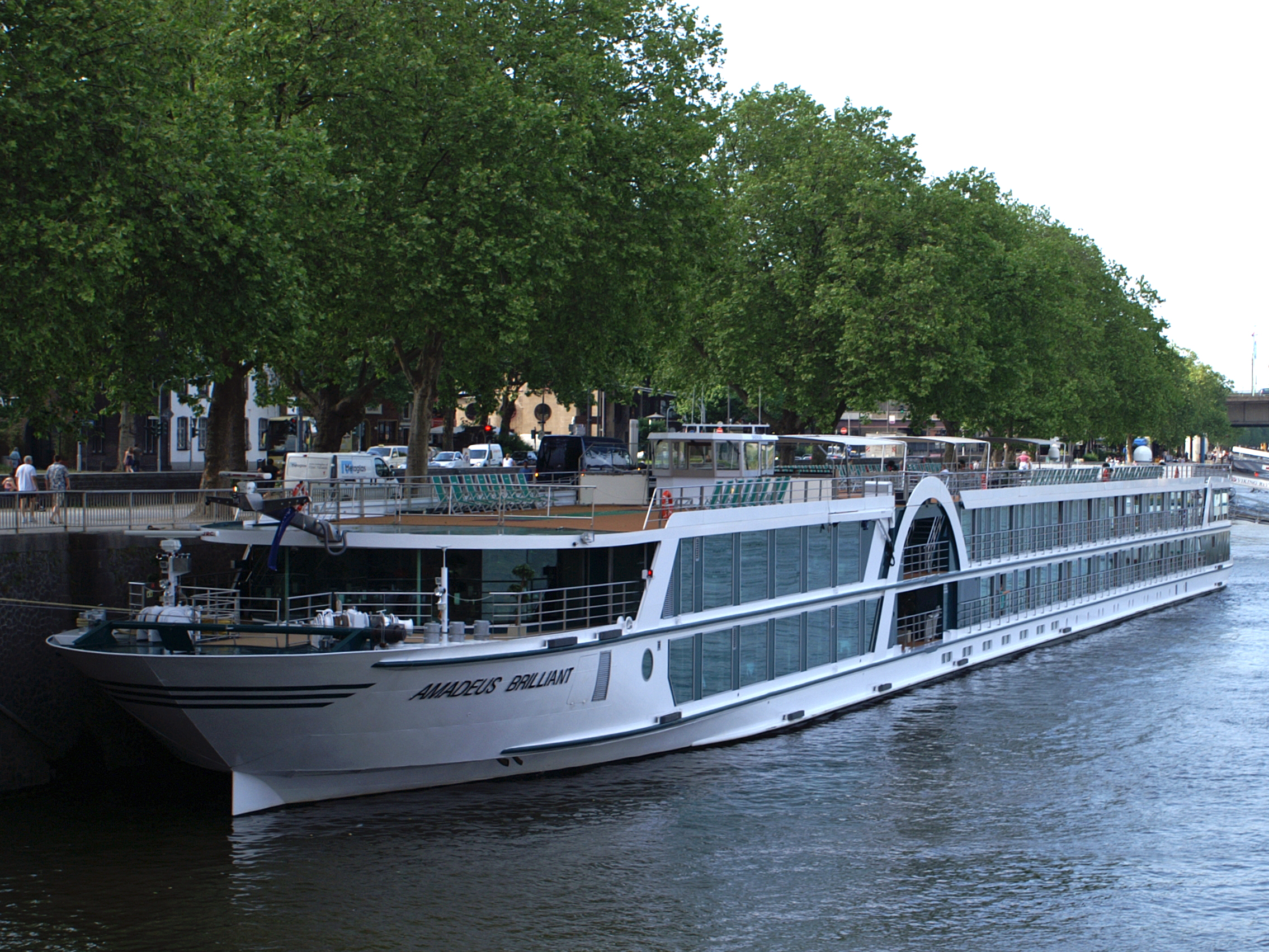
河川で運航するクルーズ客船の例。ドナウ川でクルーズを行うAmadeus Brilliant。

1891年にはドイツ国（ドイツ帝国）のハンブルク・アメリカ・ライン社（ハパック／ハパグ 現ハパックロイド）が同社中興の祖であるアルベルト・バリーンの企画で、400名以上の船客を乗せての地中海クルーズを成功させ、大衆クルーズの先駆となった。ハパックではバリーンの企画によって1900年には4,500トンクラスのクルーズ専用船「プリッツェリン・ヴィクトリア・ルイーズ」(Prinzessin Victoria Luise)も建造、就航させている。パナマ運河やスエズ運河の完成により世界一周のコースも開拓され、1922年11月から翌年3月にかけアメリカン・エキスプレスのチャーターによりニューヨーク発着でキュナード・ライン「ラコニア」を用いて初の世界一周クルーズが行われた。
クルーズ運航は、このように大手海運会社の閑散期経営対策として19世紀から20世紀前半にかけて定着し、また一方では、中・小型の旧式客船をクルーズ向けに改装した客船により、アメリカ東海岸からのカリブ海方面クルーズの普及などで大衆化も進んでいった。
第二次世界大戦後、大西洋横断航路に代表される大型長距離客船が、1950年代に起きた急激な航空機の発達（ジェット旅客機の実用化と普及）でその本来の役割を終えると、大手海運会社は貨物輸送に経営比重を移す一方で、既存の大型客船を通年にわたりクルーズ船として運航し、新たな収益手段として活用するようになった。その過程では当初、かつて主要航路で運航された有名客船が多く改装・転用される事例が見られたが、大陸間を高速巡航で結ぶ往年のオーシャン・ライナーと、速度を重要としない「浮かぶ豪華ホテル、リゾート」としてのクルーズ船の性格は相違することから、新たに建造されるクルーズ船は速度よりも快適性や収容能力を追求する目的で、オーシャン・ライナーよりも経済性重視の、低速、かつ大型な、古典的客船とは異質な船形に変貌していった（クルーズ船のデザインも参照）。

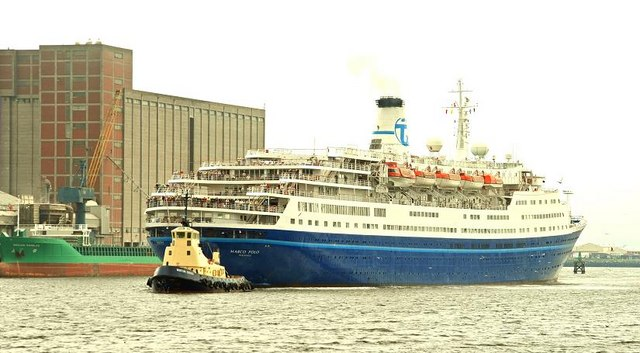
1965年建造のMarco Polo。
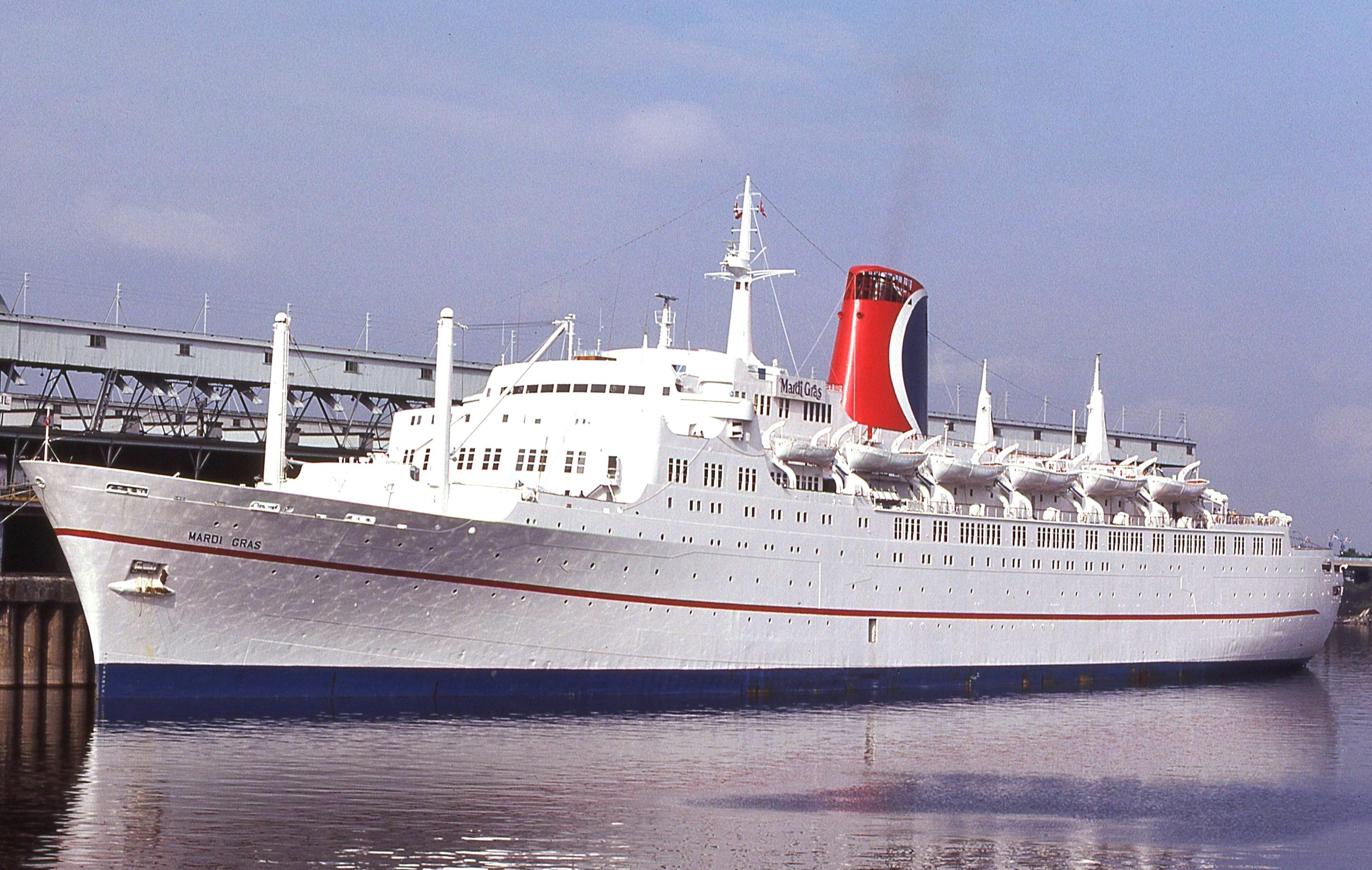
Mardi Gras。1961年建造。1972–1993にカーニバルクルーズライン社で運航。
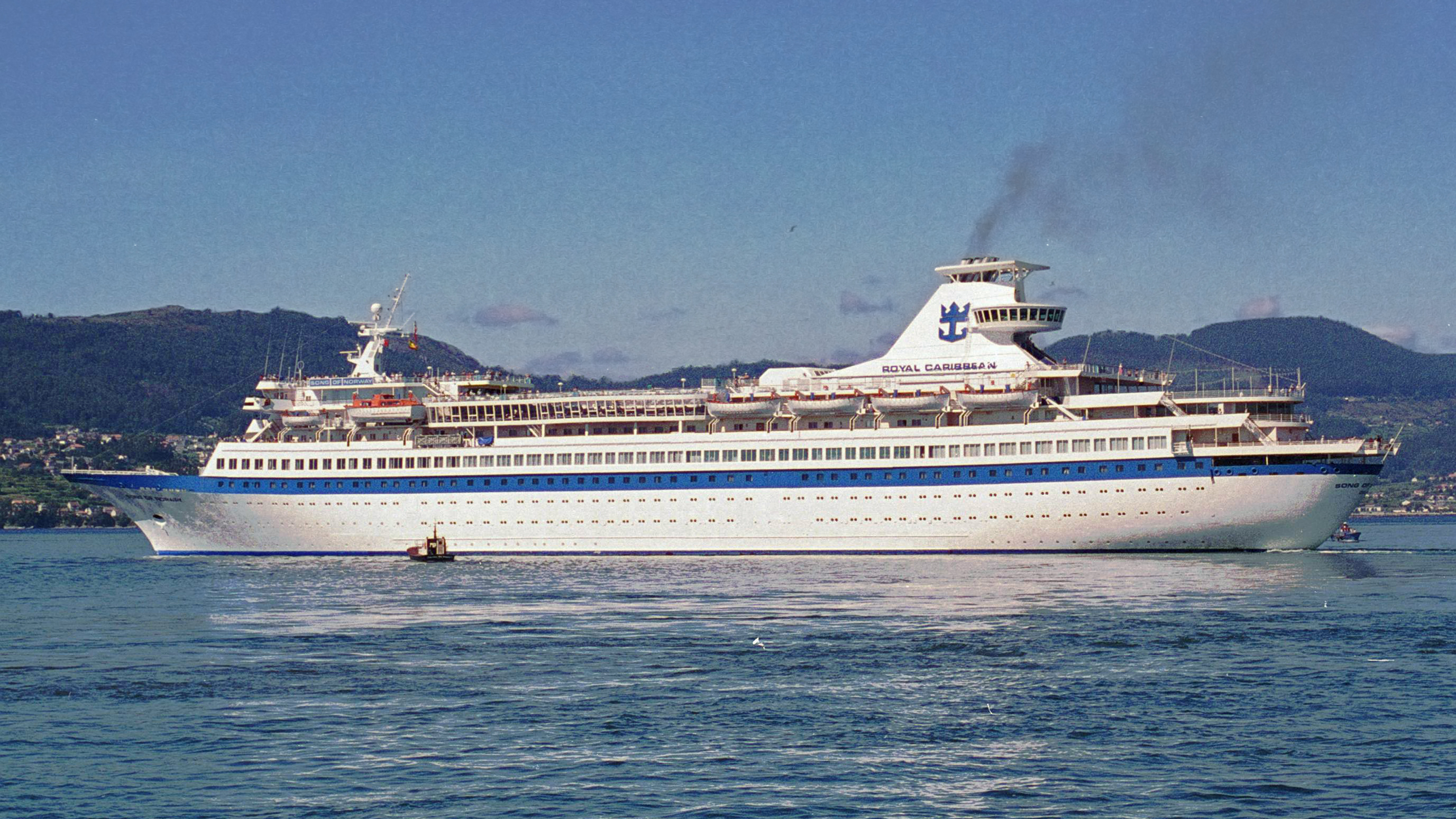
Song of Norway（1970年建造、ロイヤル・カリビアン・インターナショナル社で運航。）

20世紀末期からは、カーニバル・コーポレーション（1972年創立）などを代表とする、大規模資本を投入したクルーズ船専業海運会社が、10万トンを超える巨大クルーズ船を複数建造・運航するようになり、そのバリエーションも多彩なものとなっている。
2020年、2019新型コロナウイルスの感染拡大に伴い、クルーズ客船は軒並み運航停止に追い込まれた。2020年5月時点でアメリカ合衆国領海内で投錨しているのは23隻、港に停泊中のものは24隻、領海内を移動しているものは44隻となっている。

## 区分
クルーズ客船は、そのサービス内容と価格帯により、次の3クラスに区分される。クラス分けは、一つ一つの船についてではなく、「クルーズ会社」について判定される。これは、その会社が運航する船は、どれも同等のサービスを提供することが通常だからである。
しかしながら実際問題として、同じ運航会社でも船毎により差は生じるわけであり、個別船のランク付けについては、ダグラス・ワードによるベルリッツ・クルーズガイドも参考となる。
なお日本で（かつて）クルーズ客船の利用が一般的でなかった時代には、「豪華客船」などと呼ばれ、旅行代金も高額商品の典型のようにイメージされることが多かったが、実際には、日本のリゾートホテルと比べても割安な泊単価設定の船から一泊あたりかなり高価な船まで、サービス内容も比較的簡素な内容の船から、富裕層をターゲットとしたラグジュアリーなサービスの船まで、様々なクルーズ客船が存在する。

### マス（Mass）

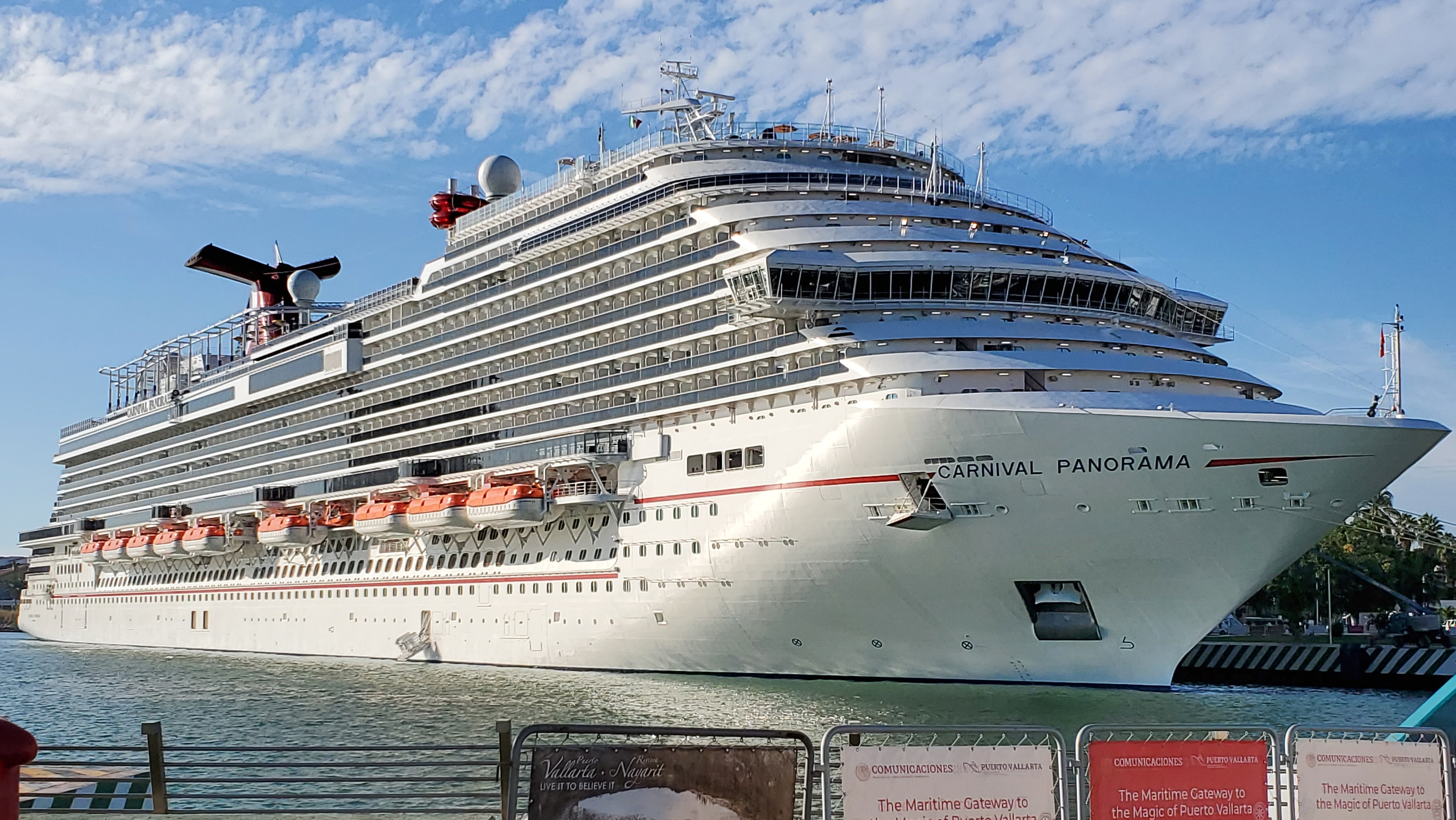
カーニバルクルーズの「カーニバル・パノラマ」

その名の通り、マス（大衆）層を対象とした船。「Casual Class カジュアル・クラス」や「Contemporary Class コンテンポラリー・クラス」とも呼ばれる。
US$100からUS$350／泊。（二人部屋を二人で使用した場合の一人当り単価の目安。以下同様）
船型を大型化することによるスケールメリットで単価を下げている。
また、値段は低いが、その分、船内での飲食の有料部分を多くしたり、カジノのスペースを大きく取り、それらを収益源とするビジネスモデルを採っている。
主な運航会社は以下の通り
- MSCクルーズ（9万トン未満の船）
- カーニバルクルーズ
- コスタ・クルーズ
- ロイヤル・カリビアン
- スタークルーズ
- ノルウェージャン・クルーズライン
- ディズニー

### プレミアム（Premium）
US$150からUS$400／泊。
付帯するサービス（全食事付き、付帯イベント類）を加味すれば、このクラスの下・中級船室であれば、なお日本のリゾートホテルと同等ないしは割安と考えられる。
主な運航会社は以下の通り
- MSCクルーズ（14万トン以上の船）
- プリンセス（コンテンポラリープレミアムクラス）
- セレブリティ・クルーズ
- ホーランド・アメリカ

### ラグジュアリー（Luxury）
クルーズ客船の中でも上級なサービスを提供する船。
US$400からUS$1,000／泊。
主な運航会社は以下の通り
- MSCクルーズ（MSCヨットクラブ）
- リージェント・セブン・シーズ（旧ラディソン）
- シルバーシー
- シーボーン
- クリスタルクルーズ
- ウインドスタークルーズ
- キュナード（※）

※キュナードはプレミアムに区分されることがある。
これは同社が客室により差を付けるサービスをしているため。（下級船室のサービスはラグジュアリーとは言い難い、という判断）

#### ブティック（Boutique）
ラグジュアリーの中でも、船型を比較的小規模に抑え、乗客に対する乗組員比率を更に高くし、一人一人によりきめ細かいサービスを提供する船をこう呼ぶことがある。
価格帯は US$600／泊以上。
主な運航会社は以下の通り
- リージェント・セブンシーズ
- シルバーシー
- シーボーン
- ハパグロイド

## 船内設備
基本的に備えられているのは宿泊設備、複数のレストラン及びバー、ラウンジ、プール、フィットネスクラブ、スパ、美容室、ショップ、劇場、カジノ、医務室などで、船の規模や各クルーズ会社のカラーによって設備が異なる。
まずカーニバルやコスタといった大衆向けのクルーズ客船では託児施設が充実していて、料金の安さを補うため大規模なカジノが設置されているが、シルバーシーなどの高級船では託児施設はなく、カジノも小規模である。ただし、日本の領海内では賭博行為を禁じた刑法185条および186条（賭博及び富くじに関する罪）に抵触する為、カジノが許可されている国の船籍であっても日本の領海内での営業は禁止されている。日本船の場合にはカジノに類似して換金や商品交換を伴わないゲームスポットを設けるのみでカジノ収益による価格低減が図れないため運賃単価が高止まりしており、このほか独自の設備として大浴場が設けられている。近年では2014年に日本発着クルーズを開始したダイヤモンド・プリンセスが日本人向けに大浴場や寿司バーなどを新設したほか、ボイジャー・オブ・ザ・シーズも日本料理店を設けるなど、外国船でも日本人向けの施設を整えつつある。
レストランは、メインのダイニングとビュッフェ形式のものの二種が設置されるのが基本であるが、最近はそれとは別に有料のレストランを設ける傾向にある。
また、カーニバルの場合にはファンタジー級からウォータースライダーを装備。ロイヤルカリビアンの場合は煙突（ファンネル）周辺にラウンジを設置。HAL の場合は船内の至るところに美術品を飾っているなどの、会社によっては特徴となる設備を設けている。
最近では内側客室にスクリーンを設置し、船外の景色や音を楽しめる「バーチャル・バルコニー客室」や、船内でサーフィンやスカイダイビングを疑似体験できる施設を新設した客船が登場するなど、様々に趣向を凝らして乗客を飽きさせない試みが行われている。

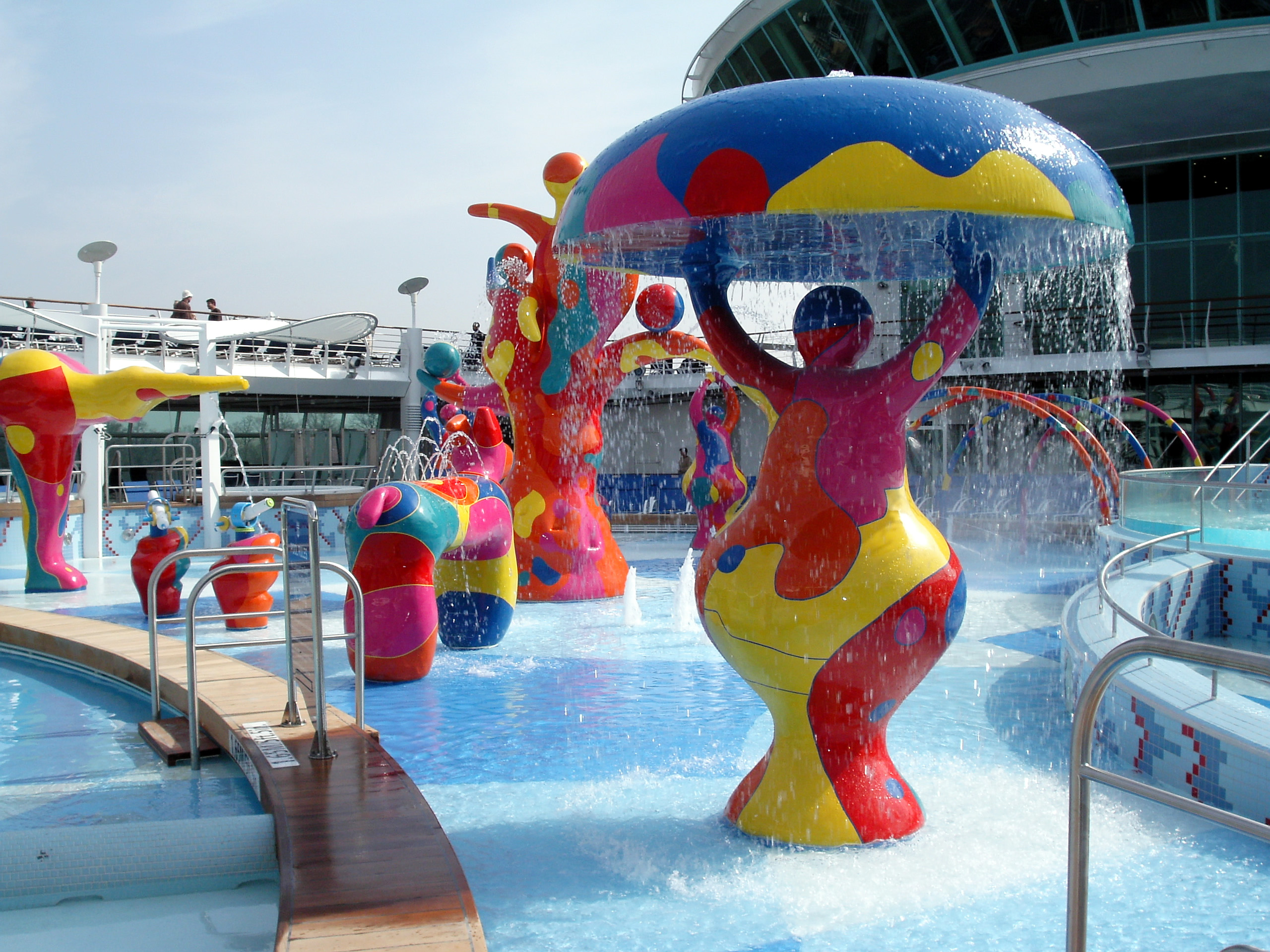
子供用プール（フリーダム・オブ・ザ・シーズ）
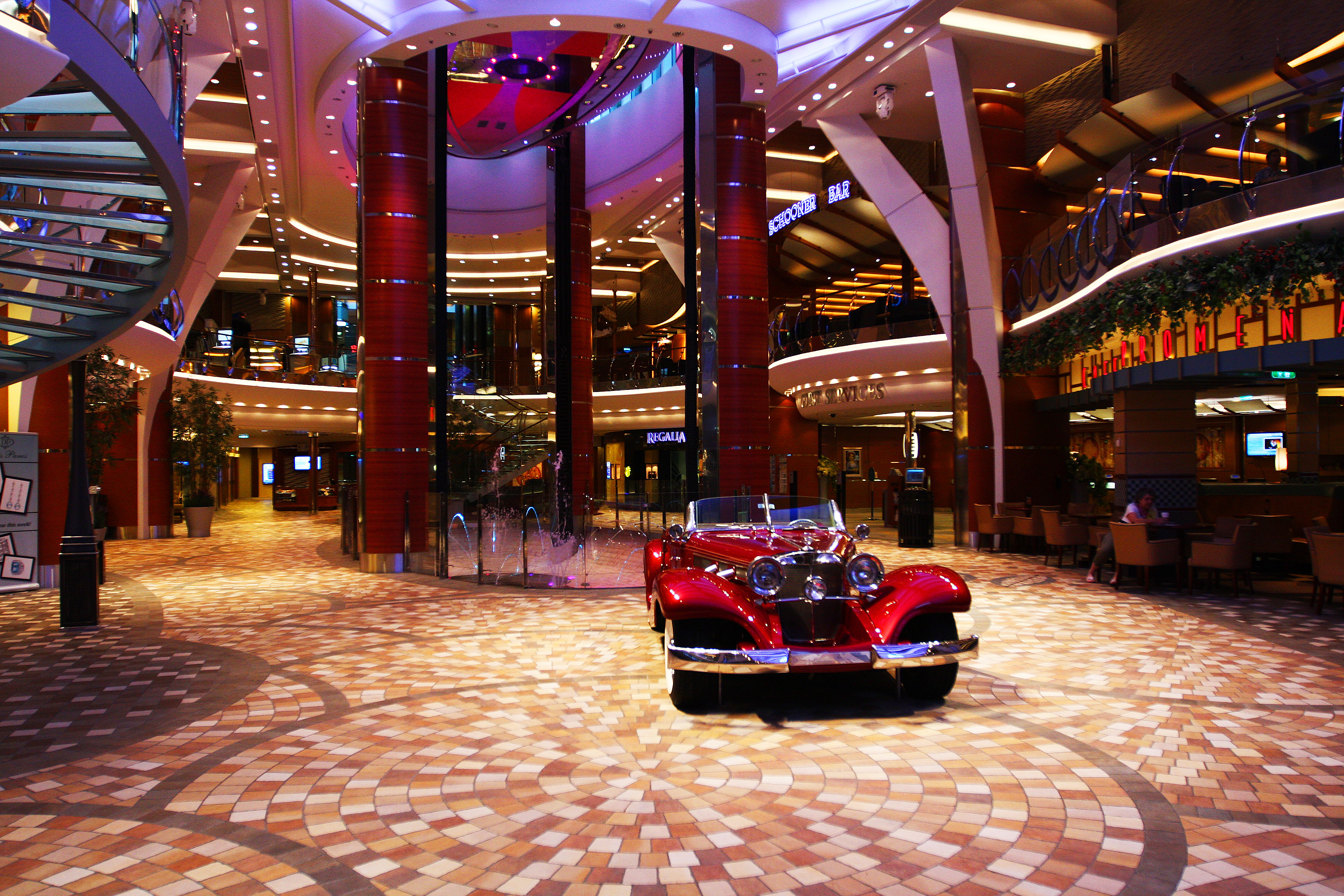
プロムナード（アルーア・オブ・ザ・シーズ）
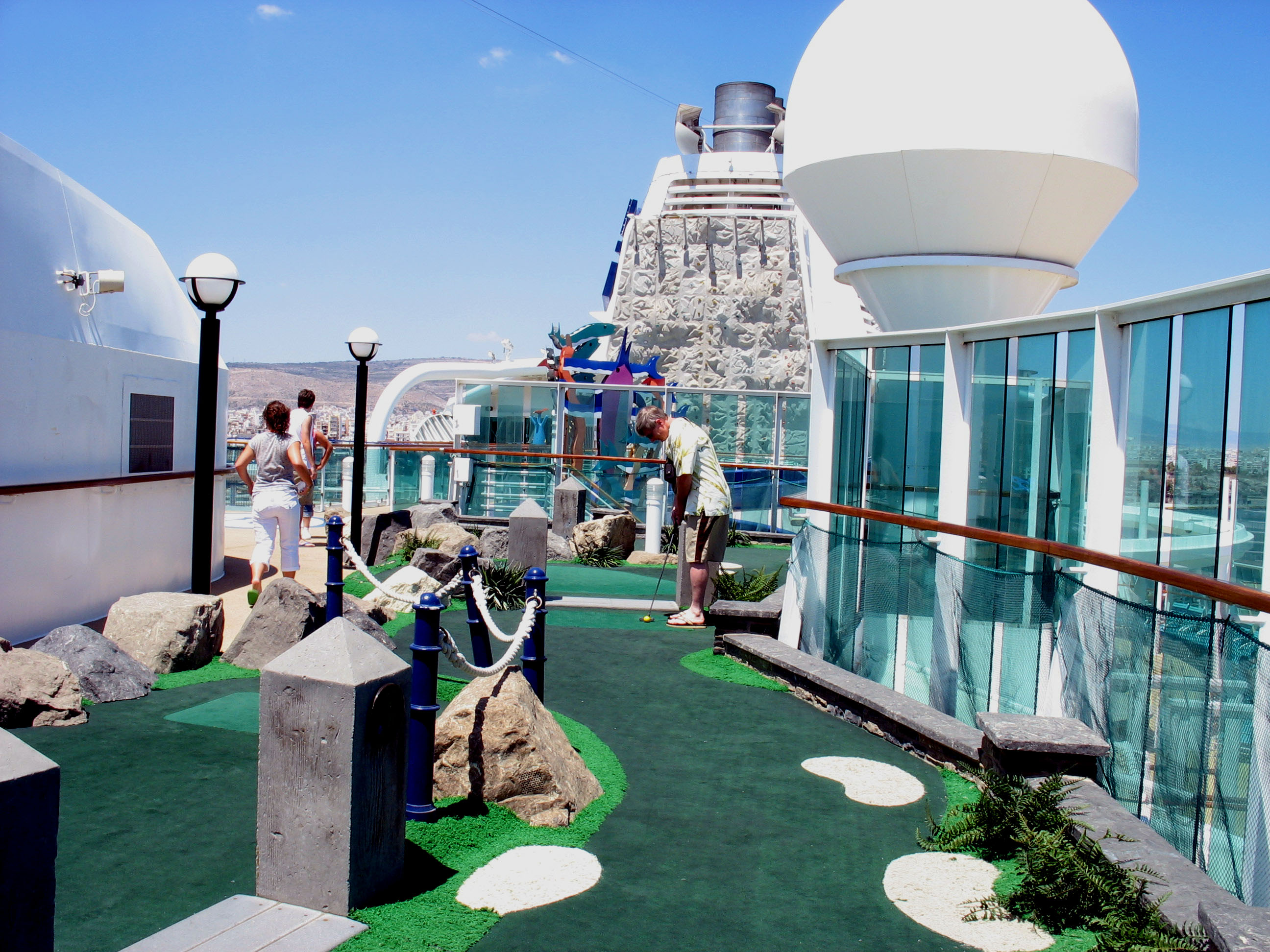
ゴルフ場（ブリリアンス・オブ・ザ・シーズ）
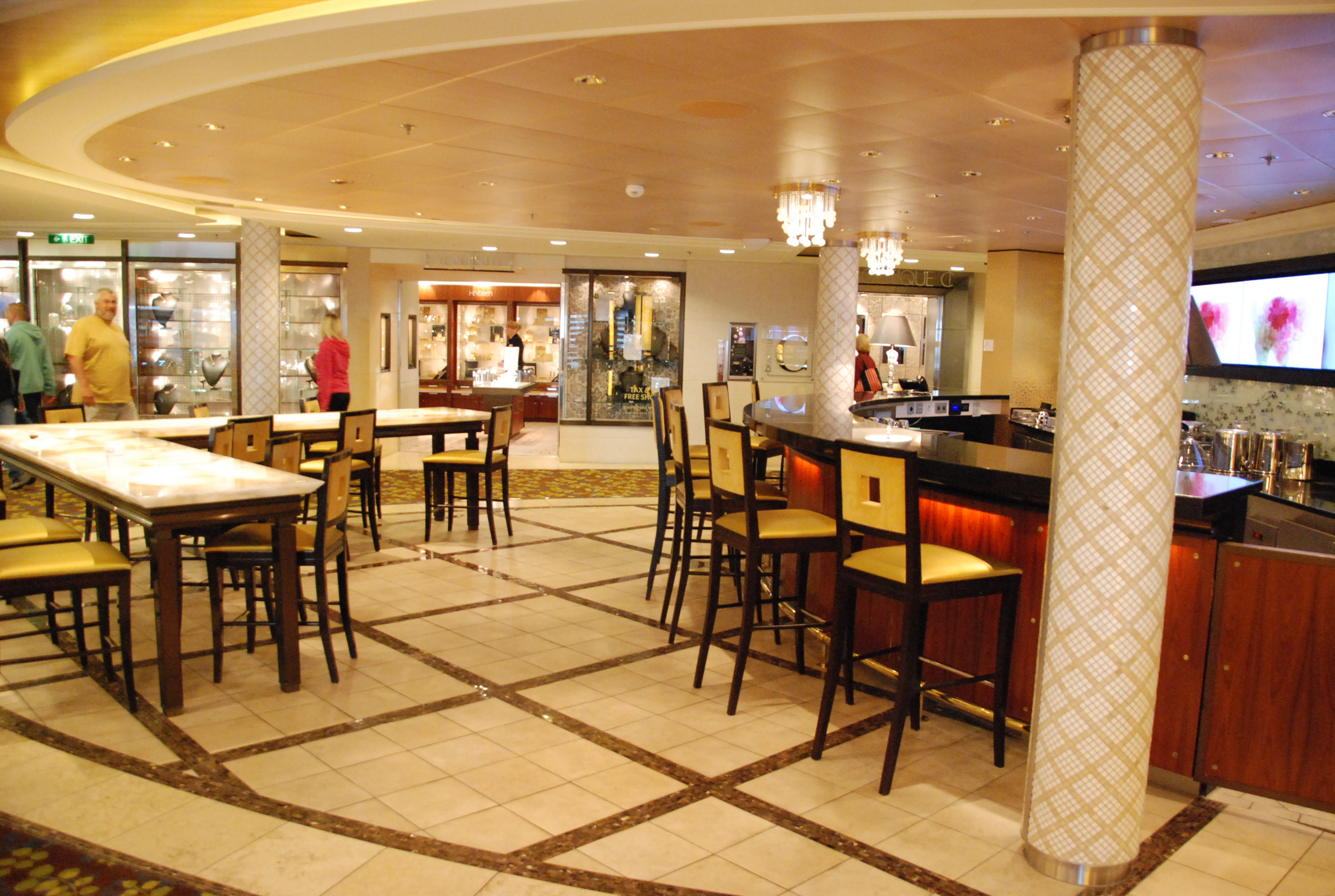
バー（セレブリティ・エクイノックス）
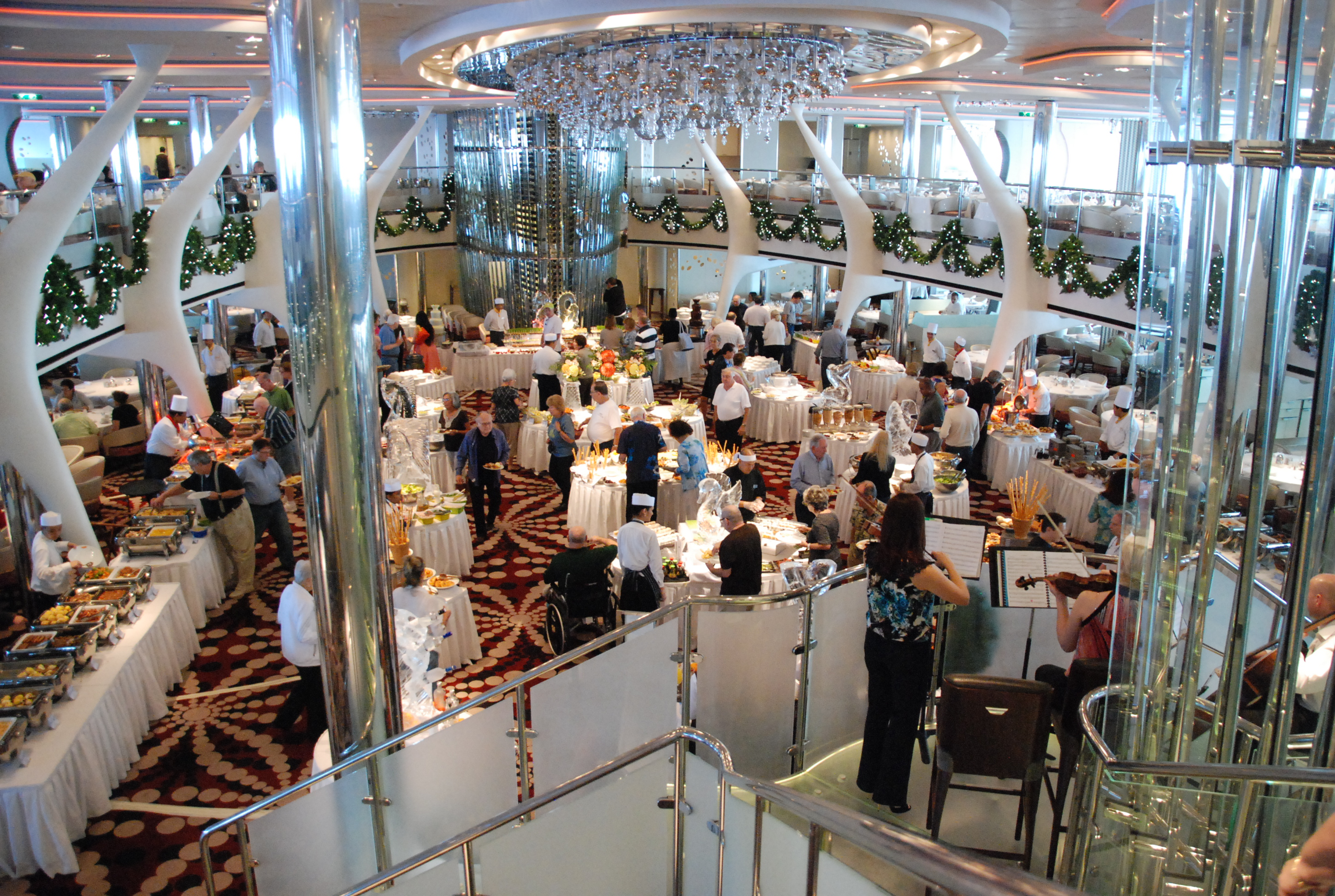
ブランチ（セレブリティ・エクイノックス）
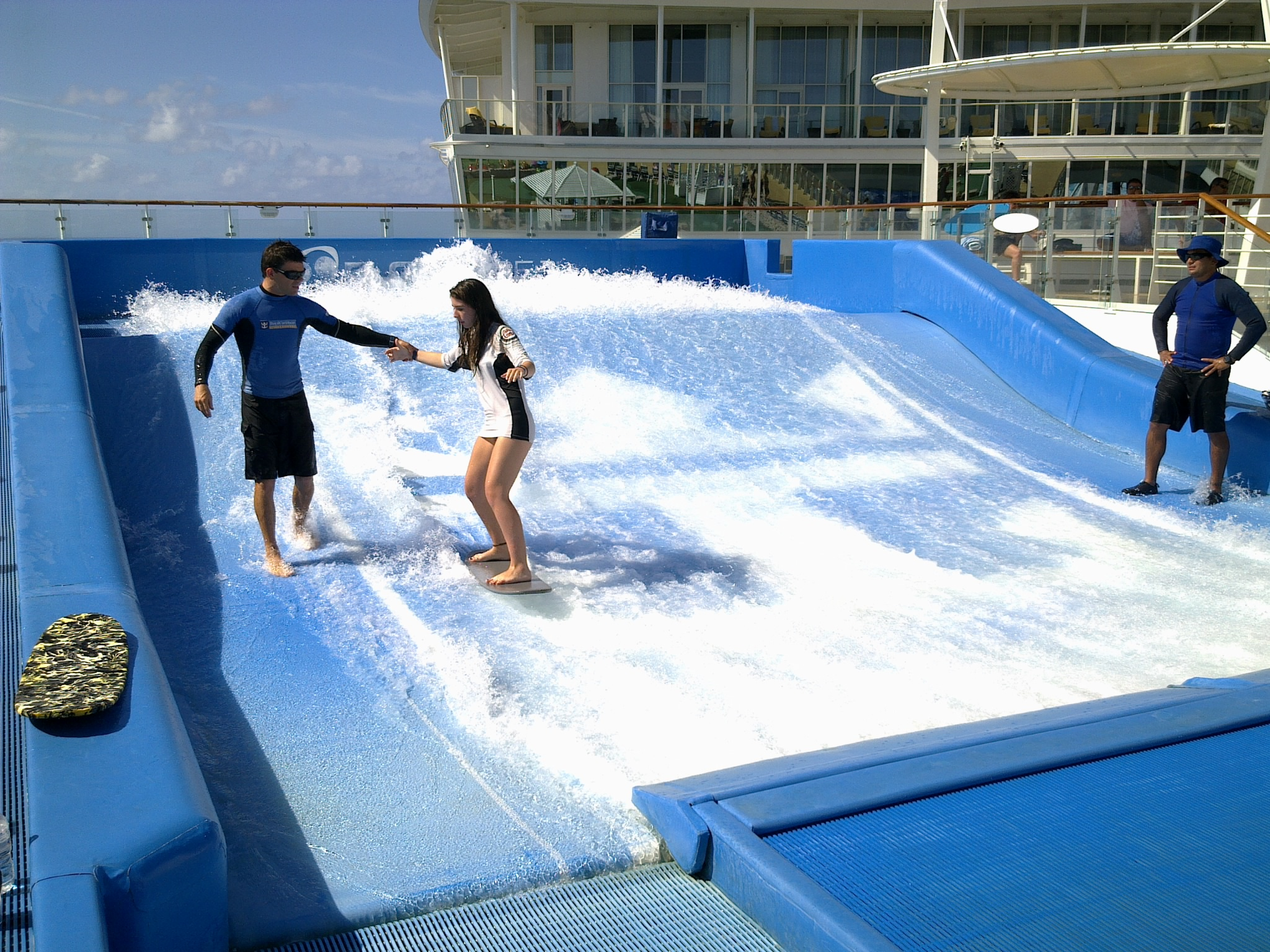
サーフシミュレーター (オアシス・オブ・ザ・シーズ）

## 客室

### 種類
客室は主にStandardスタンダード / Mini Suit ミニスイート/ Suit スイートの三つに大別される。基本的にこの3種類の客室で構成されているといってもいいが、船のグレードによってはミニスイートまでしかない船や、ミニスイートから始まる船というのも存在する。

ここで、「Suite スイート」とは「一組、ひと揃い（英語: Suite）」という意味であり「続き部屋」のことを指す。
レストランなどのパブリックスペースは比較的、機関部や煙路に近い配置とすることで、上級客室ほど、これらの騒音と振動から離れた上階、かつ船首寄りの配置となっている。

### スタンダード
スタンダードとはいっても内側・窓側・ベランダ付きの三つに分かれるが、設備としては15 - 18平方メートル前後のスペースに窓があるかないか、ベランダがついているかどうか程度の違いでしかない。ただし、眺望を得るための窓、ベランダの有無は客室のランク付けでは重要視される部分となる。
基本的な設備はベッド、テーブル、椅子、TV、電話、タンス、洗面所、トイレ、シャワーといった設備で部屋のスペースが広ければソファが、船によっては金庫が設置されている場合もある。バスタブはこのクラスでは基本的についていない。
定員は2名であるが、場合によっては4名の場合もある。4名の場合は天井や壁にベッドが格納されている。
部屋の電話は衛星を通じての国際電話も可能だが、陸上よりも高額のチャージ（電話料金）がかかる。

### ミニスイート
ミニスイートは30平方メートル前後の部屋で寝室と居間が分かれており、スタンダードの設備に加えて冷蔵庫、バスタブ、ビデオなどがつく。船によってはウォーク・イン・クローゼットがついていたり、シャワーブースが設けられていることもある。また、ベランダ付きの船であるのならほとんどの確率でついている。

### スイート
スイートは、概ね50平方メートル以上で、最大なものになると1,000平方メートルを超える。広々とした居間に複数の寝室というのが基本である。
浴室も大理石で、船によっては窓がついていたり、ベランダにジャグジーがついていたりすることもある。ただし、眺望を考えてのことから高層階の角（つまり前方と後方）に設けられていることも多いが、船で一番揺れるのは高層階の端である。また、執事がつく等の特別なサービスを得られることもある。

### ギャラリー

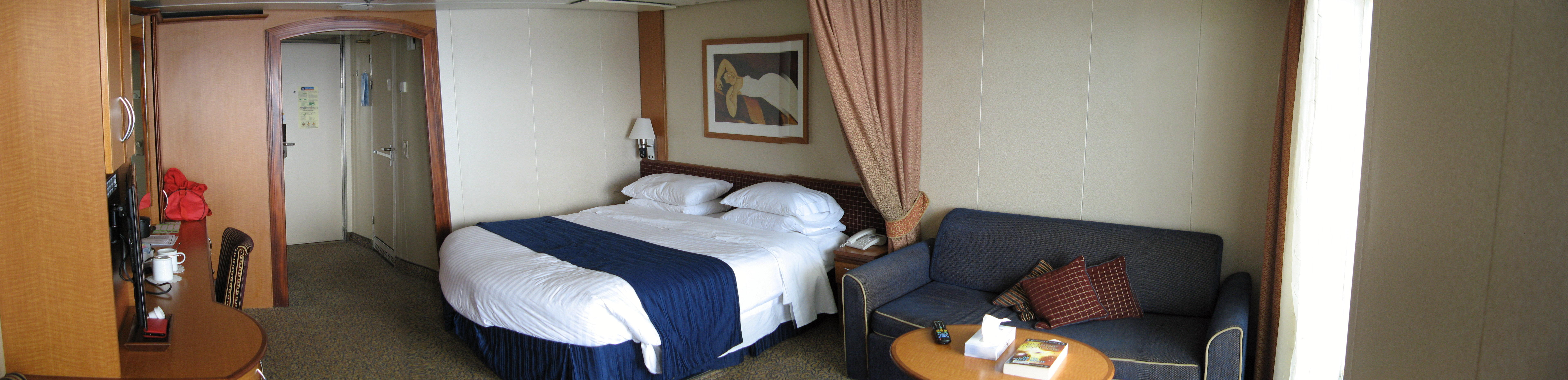
ジュニアスイート（レディアンス・オブ・ザ・シーズ）
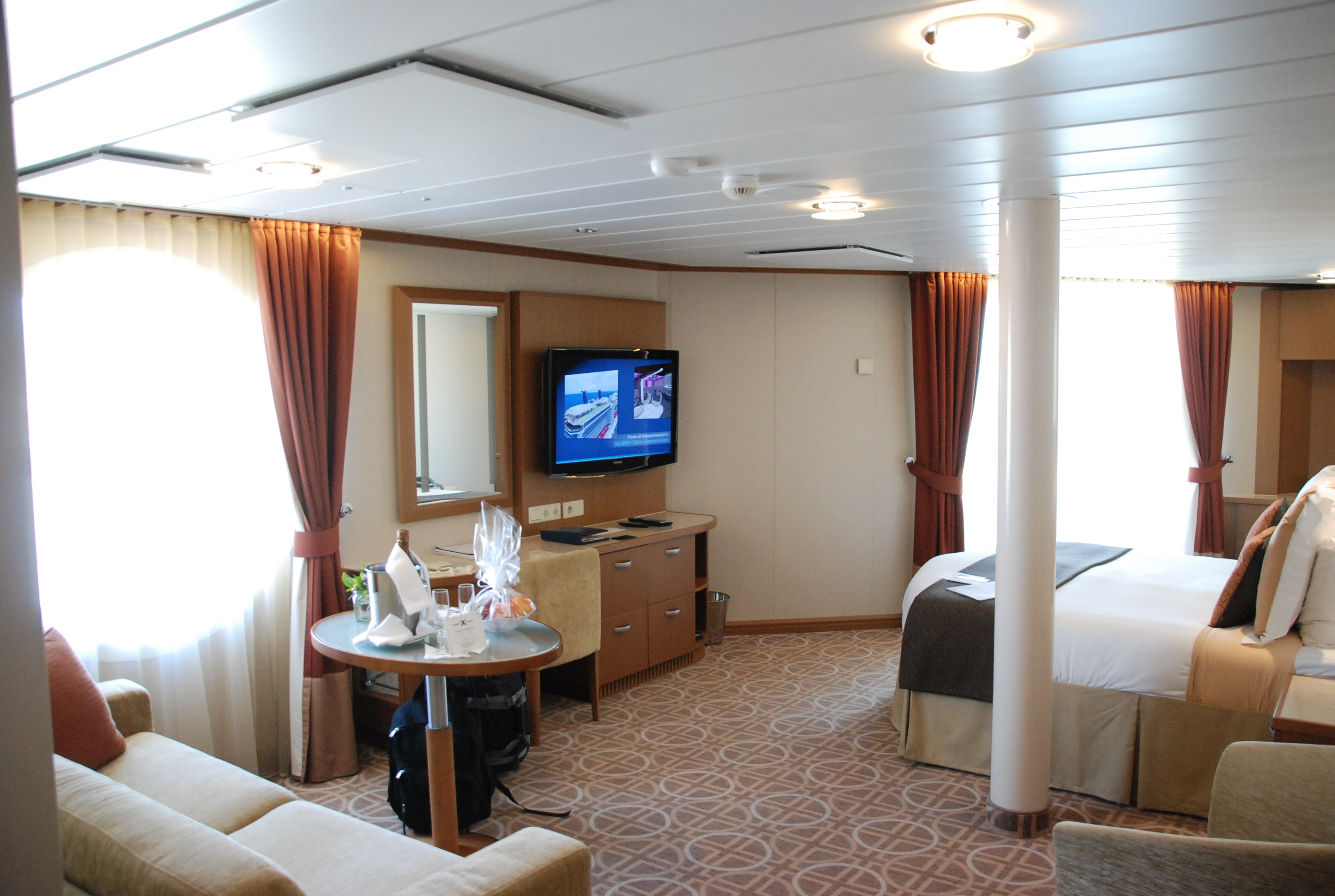
ラグジュアリースイート（セレブリティ・エクイノックス）

## クルーズ船のデザイン
1950年代までの外国航路時代の大型客船、例えば現在、横浜港に展示してある「氷川丸」のような船は、スラリとした船型が特徴であった。これは大洋を横断する定期航路に就航する客船は、荒天時の耐候性を考慮しなければならないからである。
海外旅行の主役を旅客機に譲り、目的地へ早く移動するためではなく、目的地まで行く過程を楽しむのが目的となった。クルーズ客船には高速性の要求は低くなり、一層居住性が重視されるようになった。クルーズ観光の対象となる主な海域（カリブ海・地中海・アラスカ沿岸など）は、海象が穏やかである事も影響している。
こういった船は、船というよりはホテルに舳先をくっつけたように、多数の客室を高くそびえる壁面に並べ、船体ぎりぎりまで上部構造物が乗っている特徴的なシルエットになっている。また、昔に比べてベランダの数が増えているのが特徴で、ベランダを設けていない船でも改造工事によって増設している。
ただし、水線下の形状や機関形式は経済性を追求するため徹底的に研究・改善されており、同じトン数・同じ速力ならば現在のクルーズ客船の方がかつての大型定期航路客船より必要な機関出力は小さいと言える。
現代のクルーズ客船と、かつての定期航路客船の航洋性の差を示すものとして、キュナードのクイーン・ヴィクトリアがその処女航海で北大西洋上をクイーン・エリザベス2と同速力で並走した際の動画が、YouTubeなどで参照可能である。明らかにクイーン・エリザベス2の方が船首波が小さく凌波性が良好である。

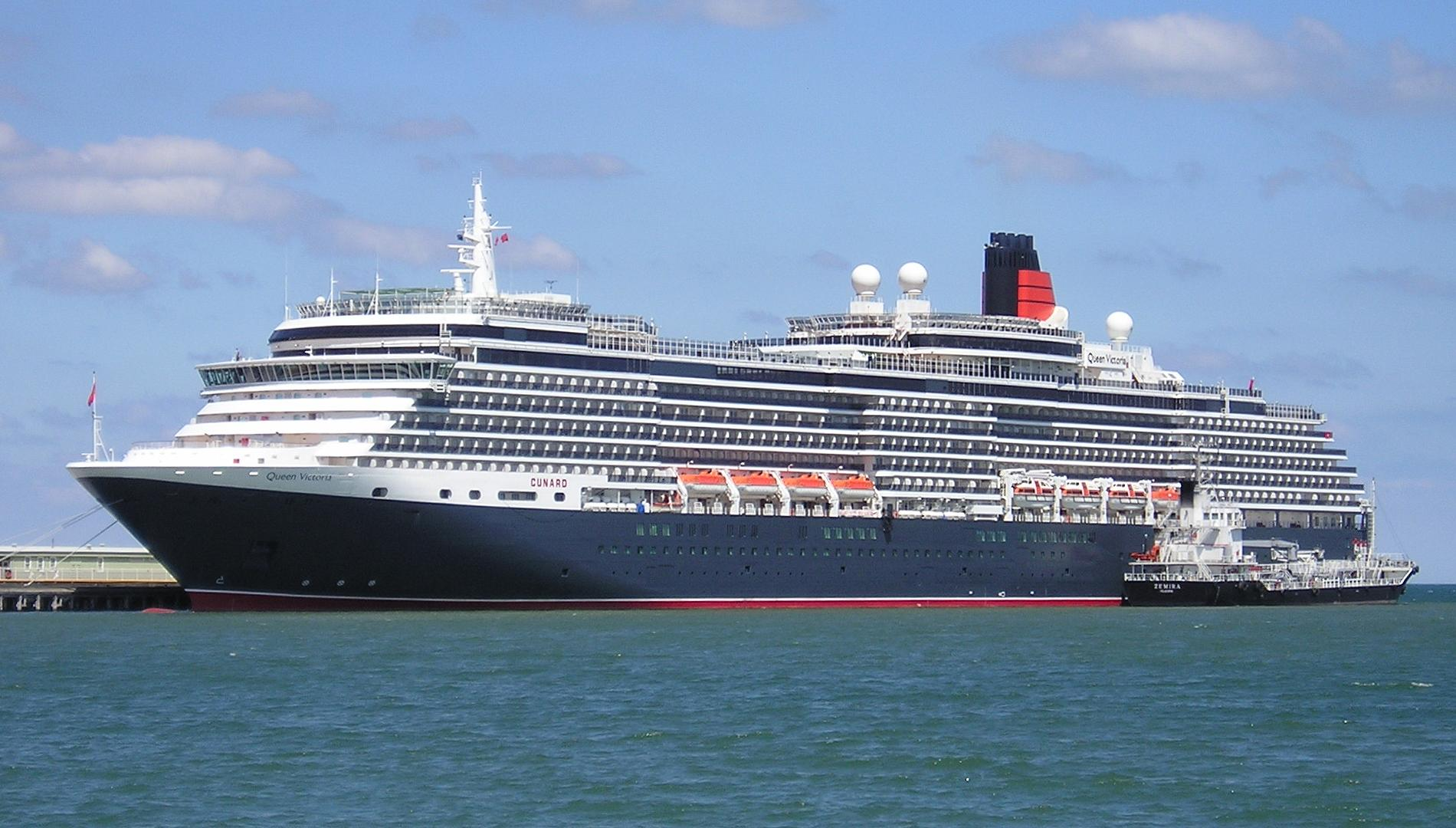
クイーン・ヴィクトリア
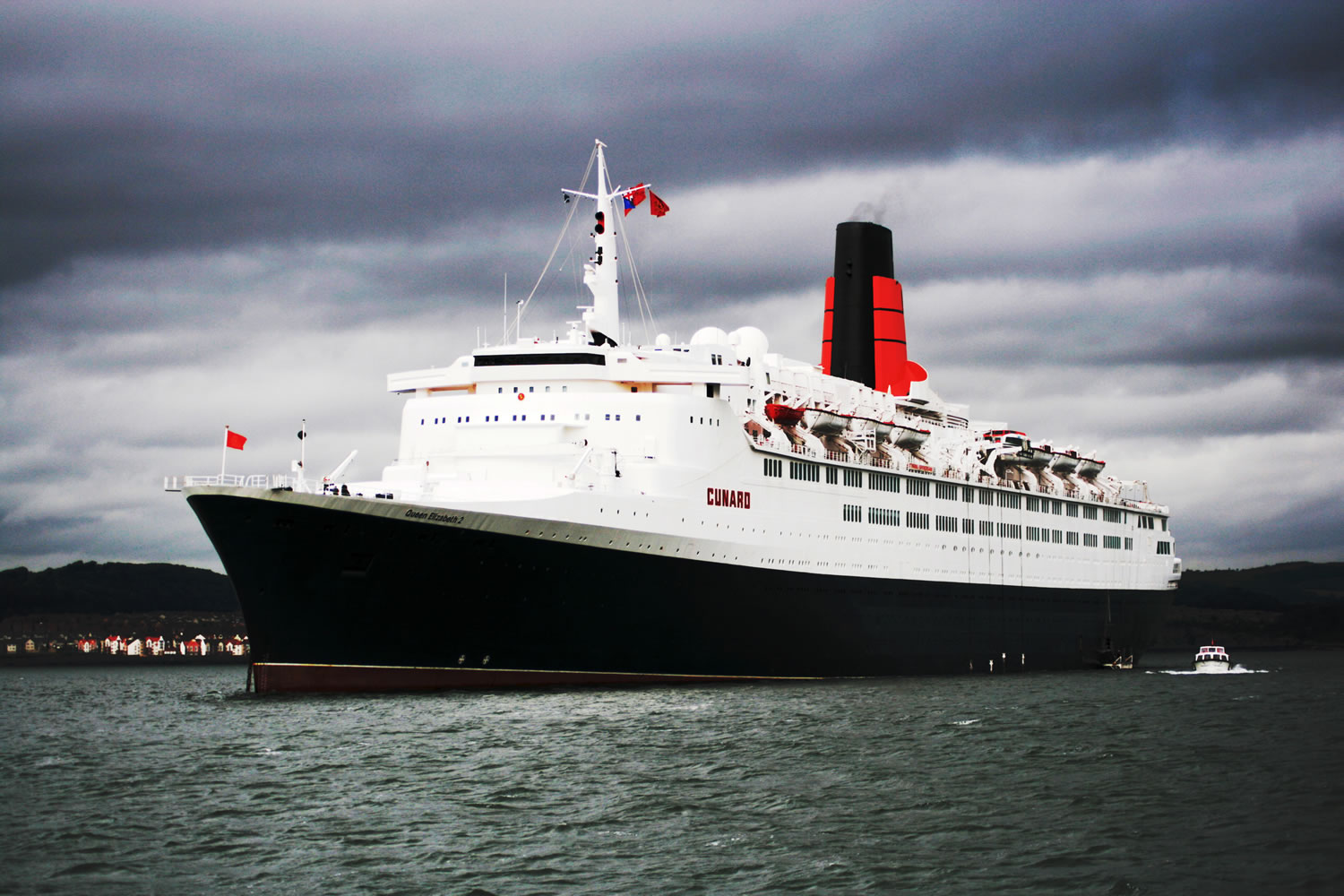
クイーン・エリザベス2

真っ白でファンネルで個性をつけているのが標準的なクルーズ客船だが、キュナードやHALのように下半分を濃紺に塗り分けていたり、ノルウェージャン・クルーズラインのハワイ路線のように特別なペイントを施している場合もある。
また、ロイヤルカリビアンのような煙突周辺に巨大な構造物があったり、カーニバルのようにT字型のファンネルをつけているものもある。

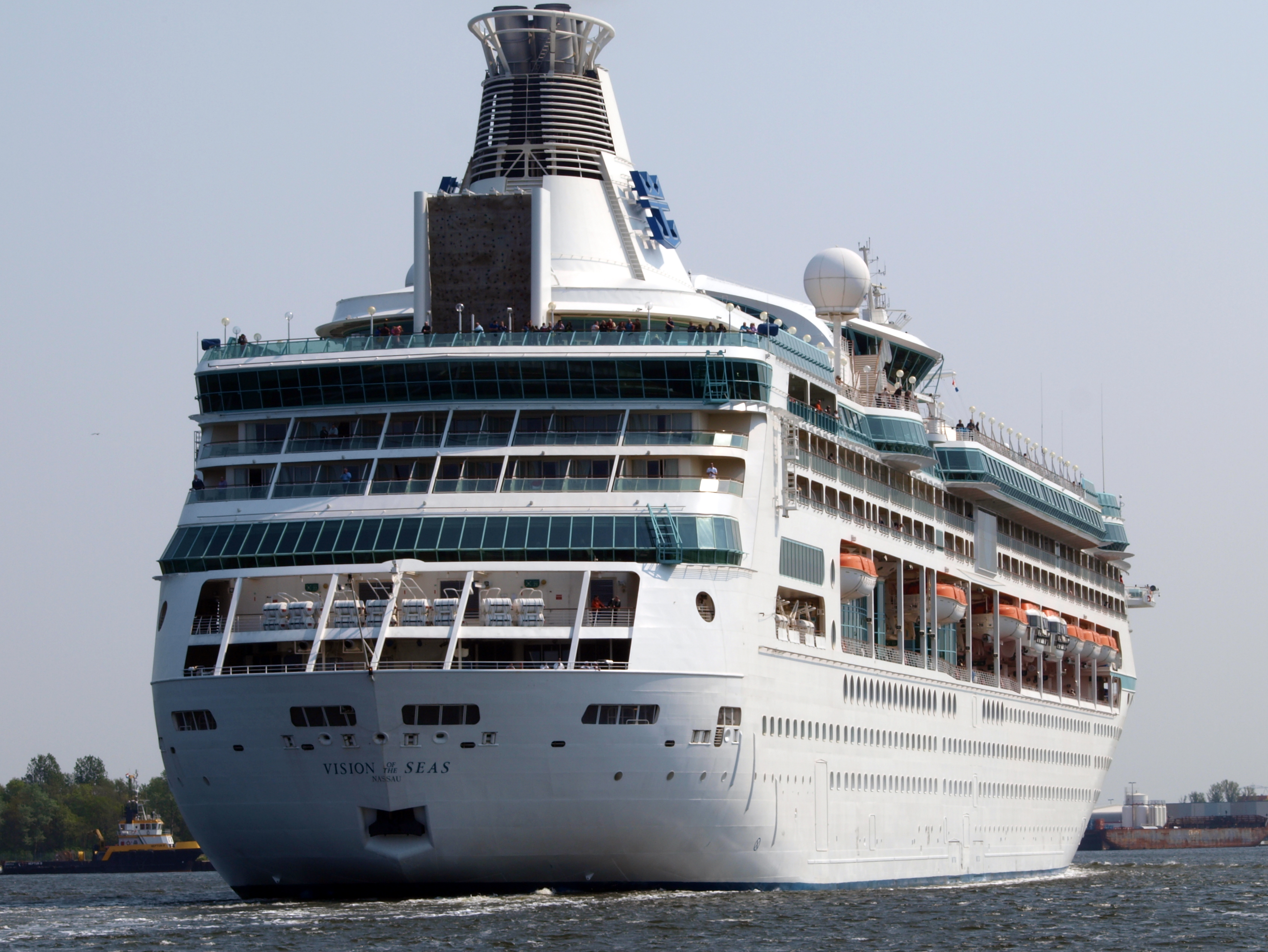
ロイヤルカリビアンのヴィジョン・オブ・ザ・シーズの煙突まわりの造形
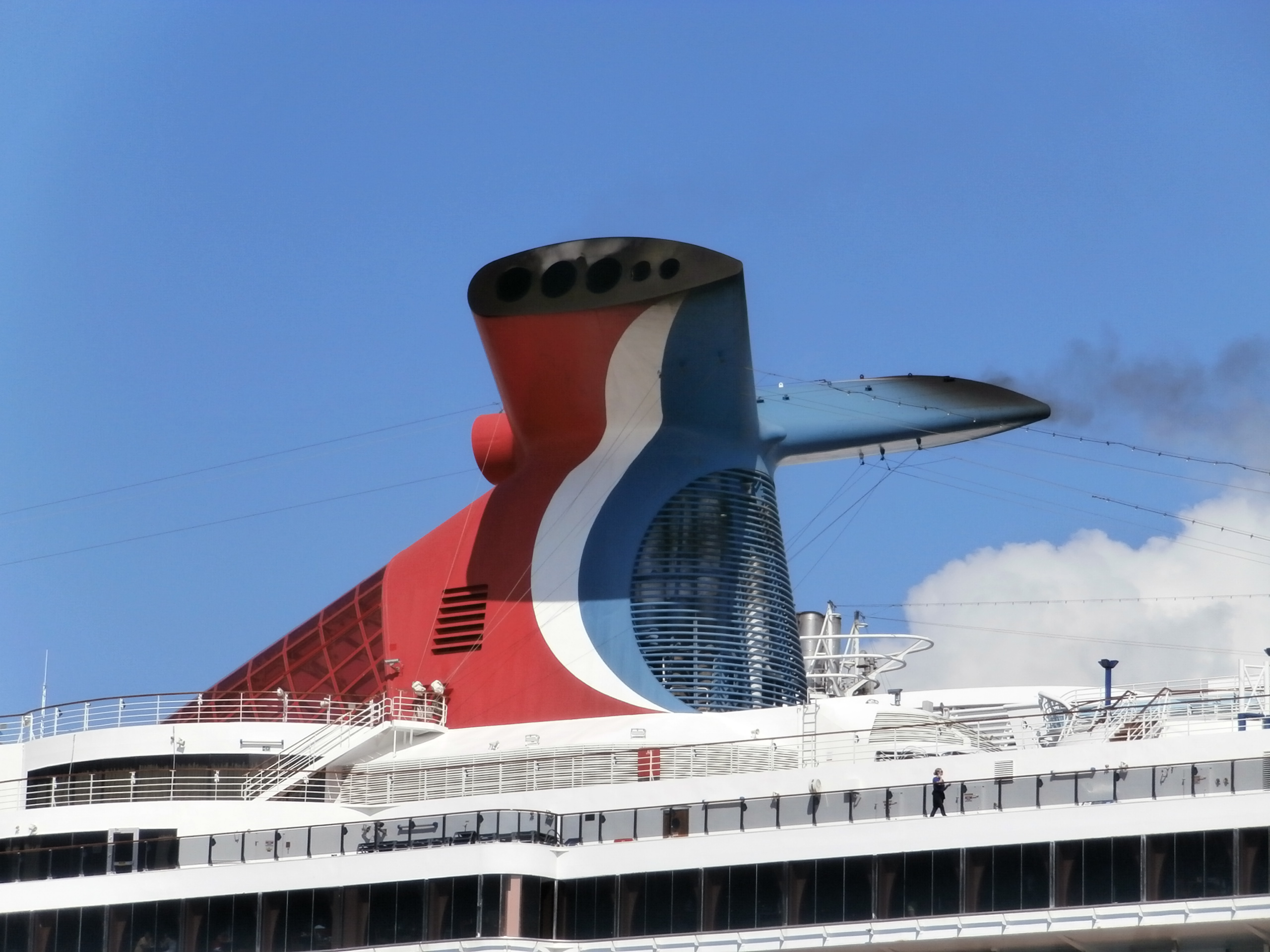
en:Carnival LegendのT字型ファンネル
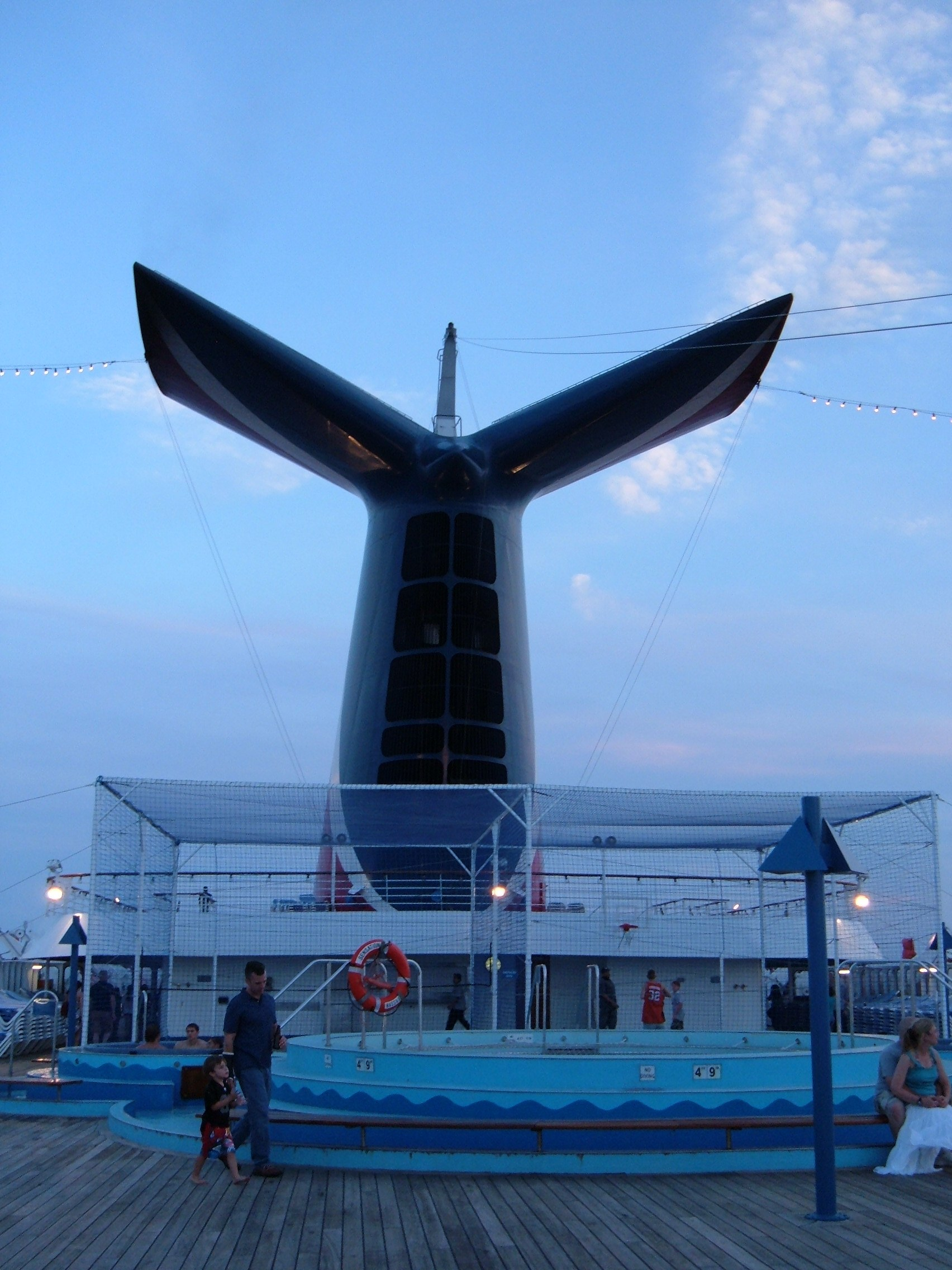
en:Carnival Sensationのファンネル

大きな船体では、波浪による揺れの影響が小さくなり快適な旅が提供できて、共同で使う施設も大規模で豪華なものが搭載できる。また乗客数を増やせば利益の向上も見込めるため、カーニバルのファンタジー級の成功から船体規模は増大の一途をたどり、最大級のオアシス・オブ・ザ・シーズにいたっては20万総トンを突破している。
ただし、現在のパナマ運河の通航が可能な最大船型は全長294m・全幅32.2m・最大高57.91mであるため、安定性の限度までキャビンを積み上げた場合でも、9万総tをやや超える程度が通航可能上限の大きさとなる。
しかし、パナマ運河を通航できるという事は配船上の利点となるため、超10万総トン級と平行して、現在でもパナマ運河を通過できるパナマックスタイプの船も合わせて作られている。一昔前までは7万トンが総トン数の限界とされていたが、これは建造技術というよりは客船の建造設備や港湾設備の整備状況によるものであった。双方の拡張が進んだ2009年現在、22万総トン（満載排水量約10万t）のクルーズ客船が就航している。
従来では、それほど問題とならなかった風圧による操船への影響が、上部構造物の拡大によって顕著となり、同じく巨大化した自動車運搬船のように前後を丸くすることで、風の抵抗を最小限にするよう考慮されている。風浪による影響が最も大きくなるのが岸壁への着岸時であるが、近年のクルーズ客船の多くは、推進軸を90度以上変更できるポッド型電動推進器を装備しており、これとサイドスラスターとの併用により、離着岸時の操船性を高めている。
カーニバルクルーズが、7万総トン級のファンタジー級を8隻揃建造して運用し経営上大きな成功を収めたことから、同型船を大量に配備することが普通になって、船ごとの個性というものが薄れている。
また、クルーズ会社の合併吸収によって、同じタイプの船を傘下の各ブランドで運用することも行われている。例えばカーニバルクルーズのカーニバル・スピリット級、コスタクルーズのコスタ・アトランティカ級、HALのザイデルダム級はすべて同じ基本設計の船である。こういったことから、クルーズ会社ごとの独自色も失われつつあるがMSCクルーズは設計を独自に行っていることから他クルーズ船社とは一線を画している。

## 船内組織
客船は「海に浮かぶホテル」とか、「ホテルにエンジンとプロペラを付けたもの」とは良く使われる表現であるが、船内組織もその通りに、「船を動かす者」と「ホテルとしてのサービスに携わる者」に大別される。
外国船・日本船を問わず、組織自体はどの船も大差はないが、役職名（肩書き）は運航会社により異なることに留意願いたい。以下は「飛鳥」及び「飛鳥II」の船内組織を例として編集されている。

### 船長
キャプテン（船長） - Captain。船の最高責任者。
出自は甲板部（航海士）であり、貨物船と同様、機関部も管掌するが、客船においては更にホテル部門も統轄し、乗客とのソーシャライジング（社交）も重要な職務となる。
運航責任者である船長としての役割の他に、ホテルサービスにも精通する必要があり、スピーチの機会も多く、ユーモアのセンスも求められ、また乗客とダンスのパートナーを務めたり、夕食時にはホストとしてテーブルで豊富な話題を提供する役目を負うなど、マルチな才能が求められる役職である。
このため、外国船の船長は、場合によってはその運航会社の社長以上の俸給を得ている例もある。
ただ日本船の船長は、いわゆる「サラリーマン船員」であるため、そのようなことはない。
このように多忙な役職であるため、副船長（スタッフ・キャプテン - Staff Captain）を置き、運航部門の業務を大幅に委譲することがある。

### 運航部門
甲板部
副船長 (Staff Captain) を筆頭に、1等航海士 (Chief Officer)、2等航海士 (2nd Officer)、3等航海士 (3rd Officer)、甲板長 (Boat-swain)、操舵手 (Quarter Master)、甲板員 (Sailor) など。
船橋（ブリッジ）に立ち、操船に携わる。
船体のペンキ塗り（客船では美観を保つため、高い頻度で行われる）やデッキの清掃も実施する。
また、船内の安全管理（セキュリティ）も甲板部の職務である。
機関部
機関長 (Chief Engineer) を筆頭に、1等機関士 (1st Engineer)、2等機関士 (2nd Engineer)、3等機関士 (3rd Engineer)、操機長 (No.1 Oiler)、操機手 (Oiler)、操機員 (Wiper) など。
その名の通り、エンジン関連に携わるが、客船においては電気関係、空調関係、冷熱機器類も守備範囲である。
客室の「電気が切れた」、「空調の具合が…」と言うと、操機員が修理にやって来る。
無線部
日本のクルーズ客船の場合、「にっぽん丸」には通信長 (Chief Radio Officer) が乗船しているが、「飛鳥II」ではGMDSSにより航海士がこれを兼務しており、専任の通信長・通信士 (Radio Officer) はいない。客船に限らず船舶での通信業務は、機器類の信頼性向上や小型化による多数の通信手段の搭載により、従来よりも簡便化の傾向が強い。

### ホテル部門
ホテルマネージャー（Hotel Manager）
いわゆる「総支配人」に当たる。ホテルサービスの責任者。
パーサー部門
チーフ・パーサー (Cheif Purser) が長。配下に 1st、2ndなどのアシスタント・パーサー（Assistant Purser,「AP」と呼ばれる）。
ホテルのレセプション及びバックオフィスの業務を行う。また、外航クルーズにおいては出入国手続きの業務も行う。
エンターテイメント部門
クルーズ・ディレクター (Cruise Director) が長。配下にアシスタント・クルーズ・ディレクター (Assistant Cruise Director) やクルーズ・スタッフ (Cruise Staff)。
船内の娯楽（イベント）に関する業務を行う。
クルーズスタッフはショーの司会や各種イベントの進行役を務める。時には仮装したり、着ぐるみをまとったり、率先して踊ったり、と船内の雰囲気盛り上げに務める役職でもある。
また、ショーのキャストやバンドのメンバーも本部門に属する。
ショップ部門
ショップ・マネージャー (Shop Manager) が長。配下にアシスタント・ショップ・マネージャー (Assistant Shop Manager)、ショップ・クラーク (Shop Clerk)。
船内のギフトショップ、ブランドショップ等の販売管理を行う。
調理（ギャレー）部門
総料理長（エグゼクティブ・シェフ (Executive Chef) が長。配下にシェフ (Chef)、コック。
日本船の場合、和洋それぞれのシェフ (Section Chef) がいる
外部から著名な料理人を「ゲスト・シェフ」として招き、そのクルーズの目玉に据えることもある。
レストラン部門
レストラン・マネージャー (Restaurant Manager) が長。配下に給仕長 (Maitre d'hotel)、ヘッド・ウェイター (Head Waiter)、ウェイター (Waiter)、ワイン・スチュワード (Wine Steward) がいる。
バー（ビバレッジ）部門
ビバレッジ・マネージャー (Beverage Manager) が長。配下にチーフ・バーテンダー (Cheif Bartender)、バーテンダー (Bartender)、ウェイトレス (Waitress)。
プロビジョン部門
プロビジョン・マスター (Provision Master) が長。配下にストア・キーパー (Store Keeper)。
船内の食材、資材や消耗品類の在庫管理、発注、納入業務を行う。
ハウス・キーピング部門
ハウス・キーピング・マネージャー (House Keeping Manager) が長。配下にアシスタント・ハウス・キーピング・マネージャー (Assistant House Keeping Manager)、キャビン・スチュワーデス (Cabin Stewardess)。
ホテルでいうところの客室係。船室や廊下の清掃、シーツ類の取替え、冷蔵庫の飲み物の補充等々を行う。
システム部門
システム・オフィサー (System Officer) が長。
その名の通り、船内システムの維持管理を行う。
アカウンタント (Accountant)
船内の経理・出納担当。パーサー部門による当直者であるナイトオーディター (Night Auditer) はこの部門に引き継ぐ。
なお、出航時に銅鑼を叩いているのは、「飛鳥II」ではシステム・オフィサーないしはアカウンタントである。
バトラー
日本人の文化・特性から、日本船ではバトラー (Butler) を配していない。
ソーシャル・オフィサー (Social Officer)
乗客とのソーシャライジング（社交）を果たす役職であるが、もっぱら上級船室の乗客に対するコンシェルジュや各種パーティーの手配などを行っている。
医務室
どの客船にも医師（船医 Doctor）と看護師 (Nurse) が乗船し、乗客の健康管理を行っている。
船医によると、「簡単な手術（虫垂炎、帝王切開など）ができる程度の設備は整っている」とのことだが、船という限られた空間の制約から、重篤の患者が発生した場合は対応し切れない。
その場合、次の寄港地で下船（入院）させるか、更に緊急を要する場合は、最寄の港に臨時寄港したり、沿岸航行中はタグボートやパイロットボートを横付けしての移送、更にはヘリコプターによる移送も実施される。
また、近年のクルーズ客船の巨大化は運航中船内での胃腸疾患（ノロウイルス感染など）の発生を助長しやすい環境になっていて早急の対策・対応が望まれている。
この場合は必要に応じて旅程を短縮して帰港したり、帰港後感染拡大防止・防疫措置のため隔離、消毒の措置が執られる場合もある。
クルーズ・コーディネーター (Cruise Coordinator)
船上の営業・販売担当者。
ツアー部門
ツアー・マネージャー (Tour Manager) が長。
寄港地でのオプショナルツアーの受付、手配、進行を務める。
なお、「飛鳥II」では「クルーズ・コーディネーター」と「ツアー部門」は船上組織には属しておらず、本社（陸上）の直轄である。そのため、これらのスタッフは海員としての制服を着用していない。

## クルーズ市場

### 世界概観
2018年の世界全体を見ると、2,600万人がクルーズ客船を乗客として利用した。総売上高は466億ドル。
乗客の国籍
2018年のクルーズ客船の乗客の国籍（元の居住地）を「欧州 /北米 / 南米 / オーストラリア&ニュージーランド / アジア / 中東・アフリカ」という区分の統計では、乗客のうち、54.5%が北米の人々であり、26.0%が欧州の人々であり、9.2%がアジアの人々、5.2%がオーストラリア・ニュージーランド地域の人々、3.5%が南米の人々である。
上記のカテゴリ分けではトップに位置する「北米」というカテゴリの内訳を見てみると、米国とカリブ諸国の人々の人数が13,130,500人と圧倒的な割合である。カナダ人は824,700人であり、米国&カリブとは桁違いに小さく、メキシコ人は213,700人にすぎない。欧州ではドイツ人が2,080,100人で、イギリス人が1,969,800人。
アジア人の利用者は2,392,100人である。
目的地
2018年にCruise Criticが発表した World’s Most Popular Cruise Destinations （世界で人気の高いクルーズ目的地）によると、
世界全体で人気の目的地トップ10は以下の通り。
1. アヴィニョン（フランス）
2. ボラボラ島
3. グレイシャー湾（アメリカ・アラスカ州）
4. ウィーン（オーストリア、ドナウ川リバー・クルーズ）
5. シンガポール
6. カークウォール（スコットランド）
7. フロム（ノルウェー）
8. エイドフィヨルド（ノルウェー）
9. オスロ（ノルウェー）
10. ガイランゲル（ノルウェー）

### 日本
記録に残る日本最古のクルーズツアーとしては、1906年7月25日から28日間の行程で朝日新聞社が企画・主催し横浜に本拠を置いた尾城汽船（現NYKバルク・プロジェクト）の「ろせった丸」を用い横浜を起点に大阪・呉・門司・釜山・仁川・鎮南浦・大連・旅順・長崎・佐世保・神戸と周遊し日清戦争と日露戦争の戦跡を巡った「満韓巡遊船ろせった丸」が挙げられる。また太平洋戦争後の1958年には横井英樹率いる東洋郵船が引揚船の役割を終えた興安丸を取得し1958年に東京湾でのデイクルーズ運航を主に行い日本初の定期クルーズとなるも高額な価格設定で1年足らず経営が悪化し自衛隊員輸送などに用い売却しその後は1961年から「おりえんたるくいん」を用いて日本からオーストラリアの間などで外航クルーズを1973年まで展開した。
その後1968年に総理府が開催した第1回世界青年の船をきっかけとして企業・団体により数多く企画されたチャータークルーズを中心にクルーズ市場が勃興、1980年代には最大7隻の外航客船が運航され1989年時点で約15万人のクルーズ人口を数え、1989年にはチャータークルーズとレジャークルーズを両立させた小型客船「ふじ丸」が就航し小規模展開による高コストを補うべく高額な価格設定で売り込みバブル景気も相まって好評だったことからこれにならい高年齢層を主対象とした高級志向が中心のクルーズ市場が形成された。1990年代にはバブル崩壊とともにチャータークルーズの需要が減少し、レジャークルーズが主となっていった。
国土交通省海事局の発表によると、2012年（平成24年）の日本国内のクルーズ人口（外航クルーズと国内クルーズを合わせた日本人乗客数）は、10年ぶりに20万人を超えた。ただし、リバークルーズやフェリーといった外洋クルーズ以外の乗客数も含んでいる。また、港湾への寄港回数も初めて1000回を超えた。
2016年（平成28年）には国内クルーズ人口は24.8万人、寄港数は中国方面からの寄港が増加し2000回を突破。
2017年には日本人クルーズ人口は31万5千人となり、過去最多を更新した。また、日本の港湾へのクルーズ船の寄港回数は2764回、クルーズ船で日本に入国した外国人旅客数も約252万9千人となり、いずれも過去最多を記録している。特に外航船社による日本発着外航クルーズ数の増加などが要因となっている。

### 中国
2006年、イタリアのクルーズ船運航会社であるコスタ・クルーズが、中国を拠点としたクルーズ船の運航を開始。以後、2009年にはロイヤル・カリビアンが参入、2014年にはプリンセス・クルーズが中国大手旅行会社と共同で運航会社を設立するなどクルーズ船市場が拡大。2015年には約248万人の乗船客を数え急成長を遂げた。一方で、次第に価格競争は激化して採算性は悪化。2018年秋には、プリンセス・クルーズが中国市場向けに投入した船を中国の港から発着するルートから撤退させるなど、参入各社はシンガポールなど他の地域へ比重を移す傾向が見られるようになった。

## リスク

### 集団感染のリスク
順天堂大学の教授で感染制御学を専門とする堀賢は、クルーズ船は「乗客は同じような時間帯に同じような行動を取る。特に食堂や劇場といった社交場は人口密度が高く、人と人との距離が短い」と述べた。こうした場所では患者のせきやくしゃみのしぶきに含まれるウイルスによる飛沫感染が起きやすくなり、行動範囲が重なると、設備の表面に付着したウイルスを触った手を介した接触感染も起きやすい、と指摘した。また、船では同じメンバーが長期間一緒に過ごし、感染者が船内にとどまるため、他人への感染を起こしやすい、とも指摘した。

### 入港拒否されるリスクと国連海洋法条約の不備
（2020年に1月以降発生のクルーズ客船での新型コロナウイルスの集団感染の判明、たとえばダイヤモンド・プリンセス号で感染者が出て乗客が東京・横浜で長期の検疫状態になり下船できなくなり他にも感染者だと判明した人数が増え続けたことや、ウエステルダム号が各国で入港拒否され 海洋をさまよう事態になり、その後も他のクルーズ船でも入港拒否される事態の続出を受けて）
神戸大教授の若林伸和(航海システム学)は「豪華客船は数千人の乗客乗員がいる。食料は1週間か10日間でなくなり、燃料も補給しないといけない。通常は寄港先で調達するのだが」と述べた。外国からの船の入港には検疫、出入国、港湾の管理で、3つの役所が関わる。入港拒否は港湾を所管する国土交通省。国交省に制度上の入港拒否権はなく、海事局外航課の長井総和課長は「船に入港しないように要請するとともに、実際に港湾を管理している自治体に入港を認めないよう頼んでる」と語った。厚生労働省結核感染症課の加藤拓馬課長補佐は、ダイヤモンド・プリンセス号の扱いは「検疫法に基づく検疫が続いているという整理で乗客を留め置いている」と述べた。若林伸和は「海上のさまざまな権益を取り決める国連海洋法条約では、今回のような(入港拒否による)寄港先が決まらないという事態は想定されていなかった。どの国が船に対して責任を持つのか、早急に議論して国際ルールを作るべきだ」と警鐘を鳴らした。

## 運航会社とクルーズ客船の具体例

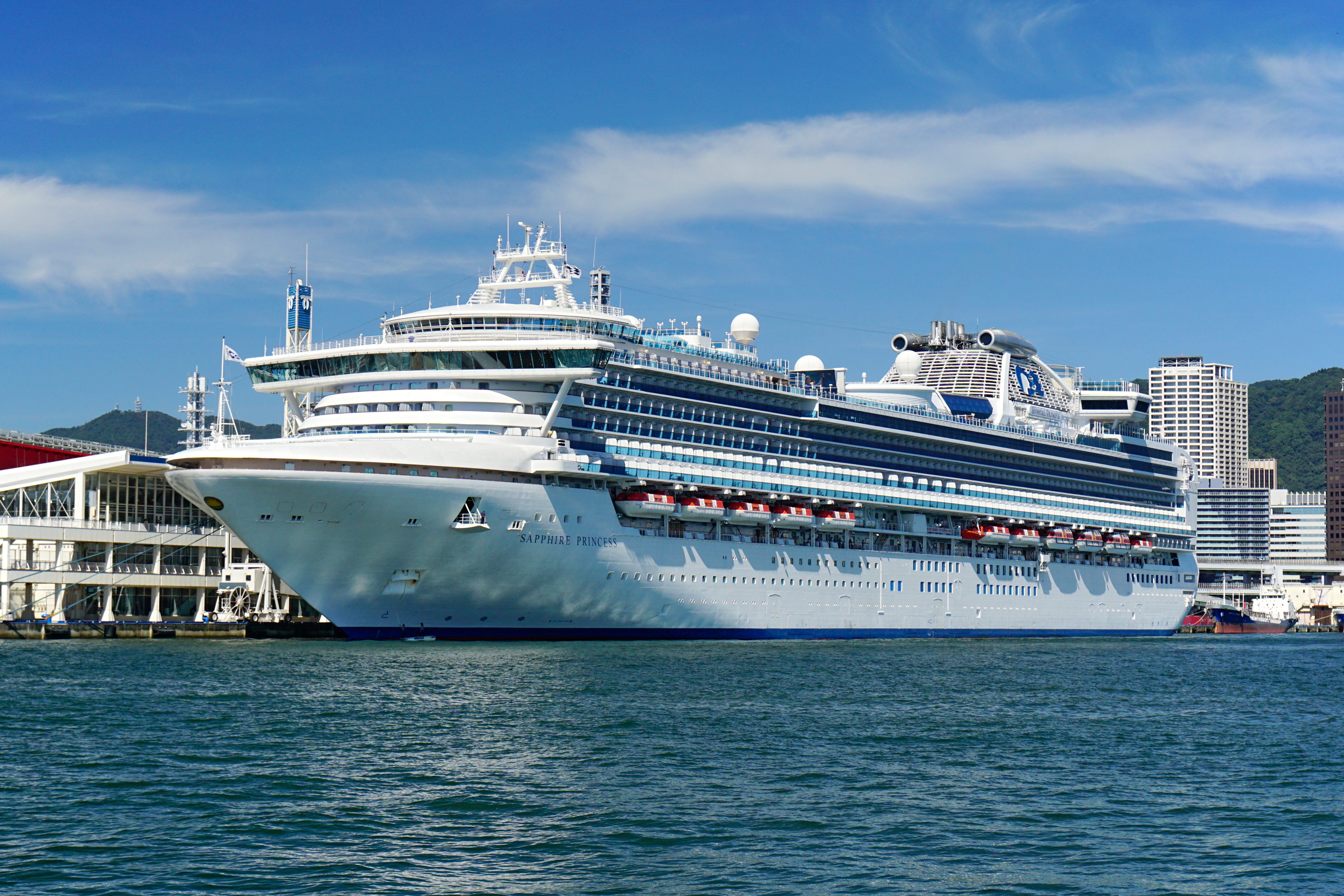
サファイア・プリンセス

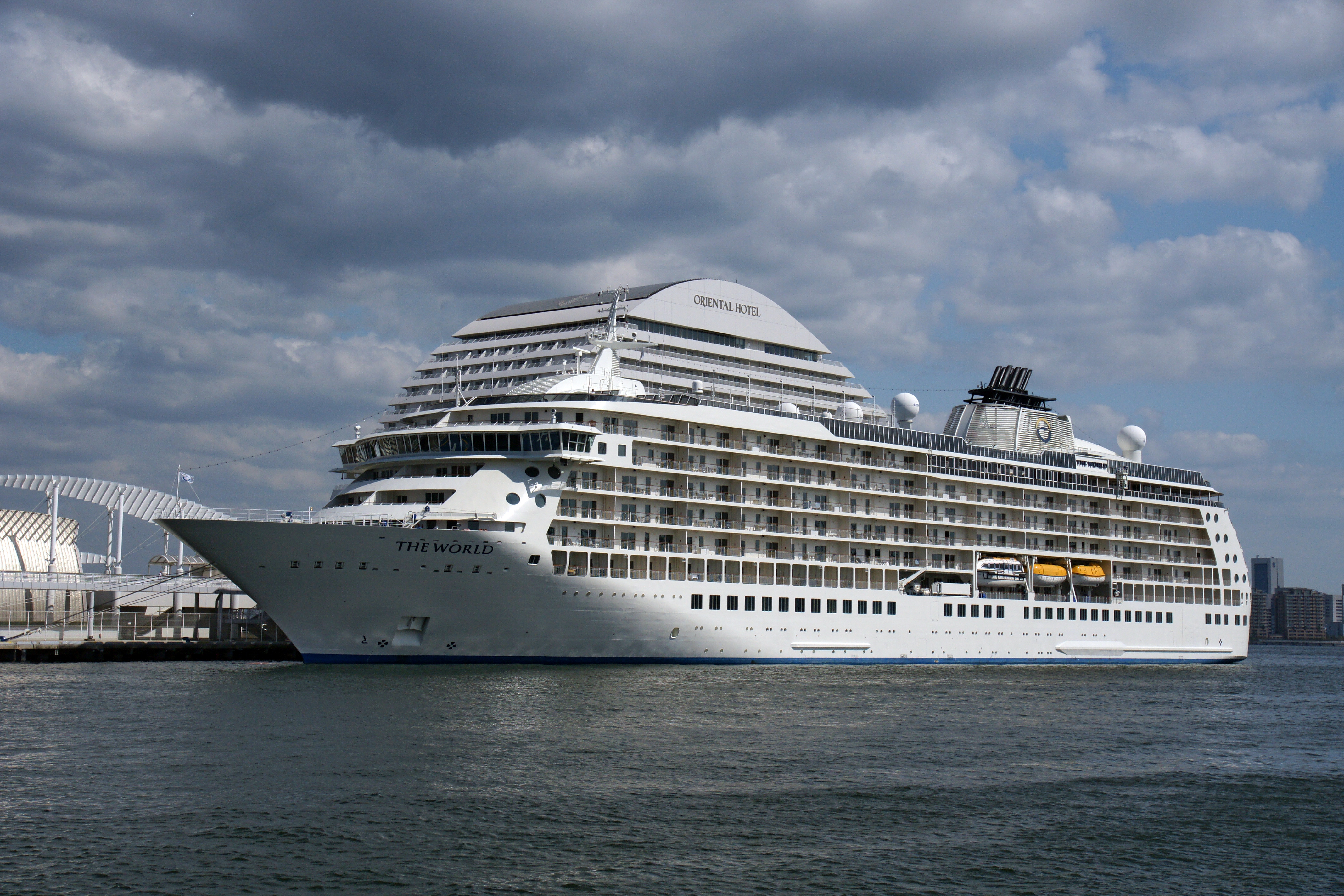
ザ・ワールド

- カーニバルクルーズライン（アメリカ）
マルディグラクラス　<同型船3隻> （総トン数183,800t 2021年就航<第1船>）
カーニバル・ビスタクラス　<同型船3隻> （総トン数133,500t 2016年就航<第1船>）
カーニバル・ドリームクラス <同型船3隻> （総トン数130,000t 2009年就航<第1船>）
カーニバル・ベネチアクラス<同型船2隻>（総トン数135,225t 2013年就航<第1船>）
カーニバル・コンクェストクラス <同型船5隻> （総トン数110,239t 2002年就航<第1船>）
カーニバル・サンシャインクラス <同型船3隻> （総トン数101,353t 1996年就航<第1船>）
カーニバル・スプレンダークラス （総トン数113,300t 2008年就航<第1船>）
カーニバル・スピリットクラス <同型船4隻> （総トン数85,920t 2001年就航<第1船>）
カーニバル・ファンタジー級クラス <同型船8隻> （総トン数70,367t 1990年就航<第1船>）

- アイーダ・クルーズ（ドイツ）※カーニバルクルーズ傘下
アイーダプリマ級 <同型船2隻> （総トン数125,572t 2016年就航<第1船>）
アイーダディーヴァ級 <同型船7隻> （総トン数69,203t 2007年就航<第1船>）
アイーダヴィータ級 <同型船2隻> （総トン数42,289t 2002年就航<第1船>）
アイーダカラ （総トン数38,557t 1996年就航）

- アストロ・オーシャン・クルーズ（星旅遠洋郵輪）（中国）
ピアノ・ランド （総トン数69,153t 1995年就航）

- アドラ・クルーズ（愛達郵輪）（中国/アメリカ）
アドラ・マジック・シティ （総トン数136,201t 2024年就航）
アドラ・メディタラネア （総トン数85,619t 2003年就航）

- MSCクルーズ（スイス）
MSC ワールド・エウローパ （総トン数215,863t 2022年就航）
MSC グランディオーサ級 <同型船3隻> （総トン数181,541t 2019年就航<第1船>）
MSC メラビリア級 <同型船2隻> （総トン数171,598t 2017年就航<第1船>）
MSC ベリッシマ（総トン数171,598t 2019年就航）
MSC シーショア級 <同型船2隻> （総トン数170,412t 2021年就航<第1船>）
MSC シーサイド級 <同型船2隻> （総トン数153,516t 2017年就航<第1船>）
MSC ファンタジア級 <同型船4隻> （総トン数137,936t 2008年就航<第1船>）
MSC ムジカ級 <同型船4隻> （総トン数90,409t 2006年7月就航<第1船>）
MSC リリカ級 <同型船4隻> （総トン数59,058t 2003年6月就航<第1船>）

- オーシャニア・クルーズ（アメリカ）
マリーナ級 <同型船2隻> （総トン数66,084t 2011年就航<第1船>）
レガッタ級 <同型船4隻> （総トン数30,277t 1998年就航<第1船>）
ノーティカ （2000年就航）

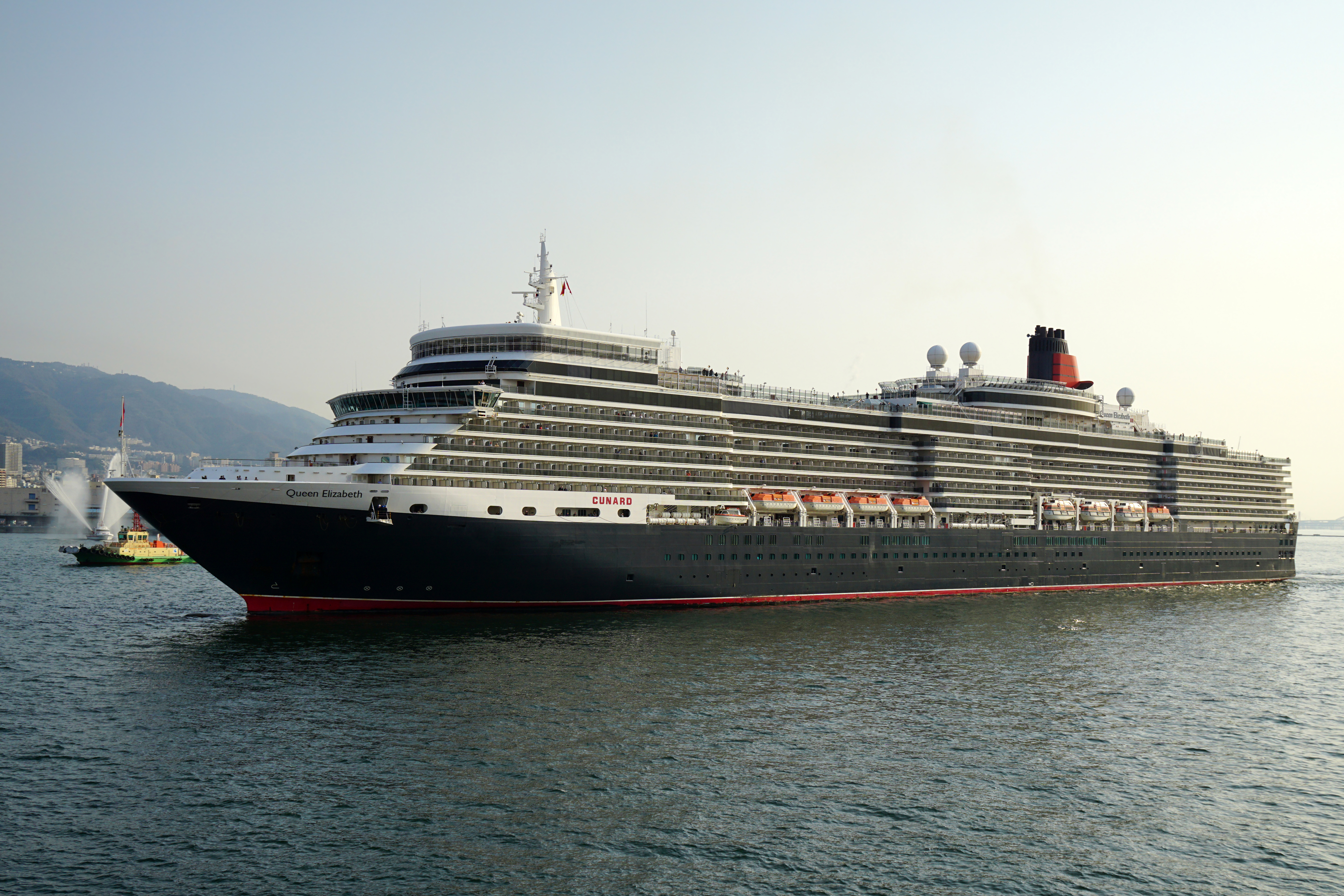
クイーン・エリザベス

- キュナード・ライン（イギリス/アメリカ）※カーニバルクルーズ傘下
クイーン・メリー2 （総トン数148,528t 2004年就航）
クイーン・アン （総トン数114,188t 2024年就航）
クイーン・エリザベス （総トン数90,901t 2010年就航）
クイーン・ヴィクトリア （総トン数90,049t 2007年12月就航）

- クラシック・インターナショナル・クルーズ（ポルトガル）
プリンセス・ダナエ （総トン数16,531t 1955年就航）

- クリスタル・クルーズ（アメリカ）
クリスタル・セレニティ （総トン数68,870t 2003年就航）
クリスタル・シンフォニー （総トン数51,044t 1995年就航）

- クリッパー・クルーズ・ライン（アメリカ）
クリッパーオデッセイ （総トン数 5,218t 1999年就航）

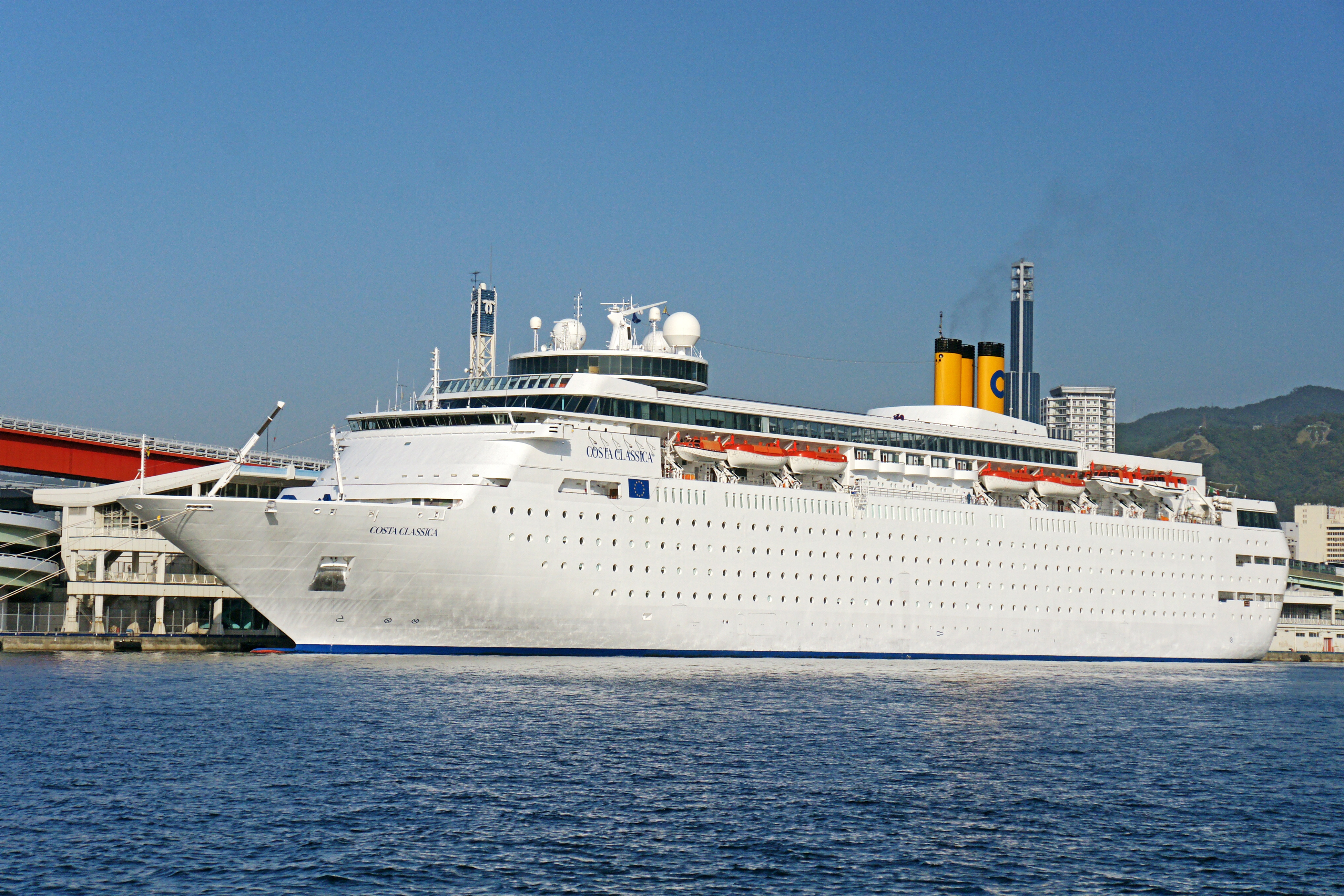
コスタ・クラシカ

- コスタ・クルーズ（イタリア/アメリカ）※カーニバルクルーズ傘下
コスタ・スメラルダ級 <同型船2隻> （総トン数185,010t 2019年就航<第1船>）
コスタ・ディアデマ級 <同型船2隻> （総トン数132,500t 2014年就航<第1船>）
コスタ・コンコルディア級 <同型船4隻> （総トン数114,147t 2006年就航<第1船>）
コスタ・フォーチュナ級 <同型船2隻> （総トン数102,587t 2003年就航<第1船>）
コスタ・ルミノーザ級 <同型船2隻> （総トン数92,720t 2009年就航<第1船>）
コスタ・アトランティカ級 <同型船2隻> （総トン数85,619t 2000年就航<第1船>）
コスタ・ヴィクトリア （総トン数75,166t 1996年就航）
コスタ・クラシカ級 <同型船2隻> （総トン数52,926t 1992年就航<第1船>）

- サガ・クルーズ（イギリス）
スピリット・オブ・ディスカヴァリー級 <同型船2隻> （総トン数58,119t 2019年就航<第1船>）

- シーボーン・クルーズライン（アメリカ）※カーニバルクルーズ傘下
シーボーン・オデッセイ級 <同型船3隻> （総トン数32,346t 2009年就航<第1船>）
シーボーン・プライド級 <同型船3隻> （総トン数9,975t 1998年就航<第1船>）

- シルバーシー・クルーズ（アメリカ）
シルバー・ノヴァ級 <同型船2隻> （総トン数55,051t 2023年就航<第1船>）
シルバー・スピリット （総トン数36,009t 2009年就航）
シルバー・シャドー級 <同型船2隻> （総トン数28,258t 2000年就航<第1船>）
シルバー・クラウド級 <同型船2隻> （総トン数16,927t 1994年就航<第1船>）

- スタークルーズ（マレーシア）
スーパースター・ヴァーゴ （総トン数75,338t 1999年就航）
スーパースター・アクエリアス （総トン数51,309t 1993年就航）
スーパースター・ジェミナイ （総トン数50,764t 1992年就航）
スーパースター・リブラ （総トン数42,285t 1988年就航）
スター・パイシス （総トン数40,053t 1989年就航）
メガスター・トーラス級 <同型船2隻> （総トン数3,200t 1991年就航）

- セレブリティ・クルーズ（アメリカ）※RCI傘下
セレブリティ・ソルスティス級 <同型船5隻> （総トン数121,878t 2008年就航<第1船>）
ミレニアム級 <同型船4隻> （総トン数91,000t 2000年就航<第1船>）
センチュリー級 <同型船3隻> （総トン数71,545t 1995年就航<第1船>）
セレブリティ・マーキュリー（総トン数71,545t 1997年就航<第3船>）、現マイン・シフ2。
アザマラ級 <同型船2隻> （総トン数30,277t 2000年5月就航）
セレブリティ・エクスペディション(総トン数2824トン 2001年就航)

- ディズニー・クルーズ・ライン（アメリカ）
ディズニー・ウィッシュ級 <同型船2隻> （総トン数144,256t、2022年就航<第1船>）
ディズニー・ドリーム級 <同型船2隻> （総トン数129,690t、2011年就航<第1船>）
ディズニー・マジック級 <同型船2隻> （総トン数83,338t 1998年就航<第1船>）

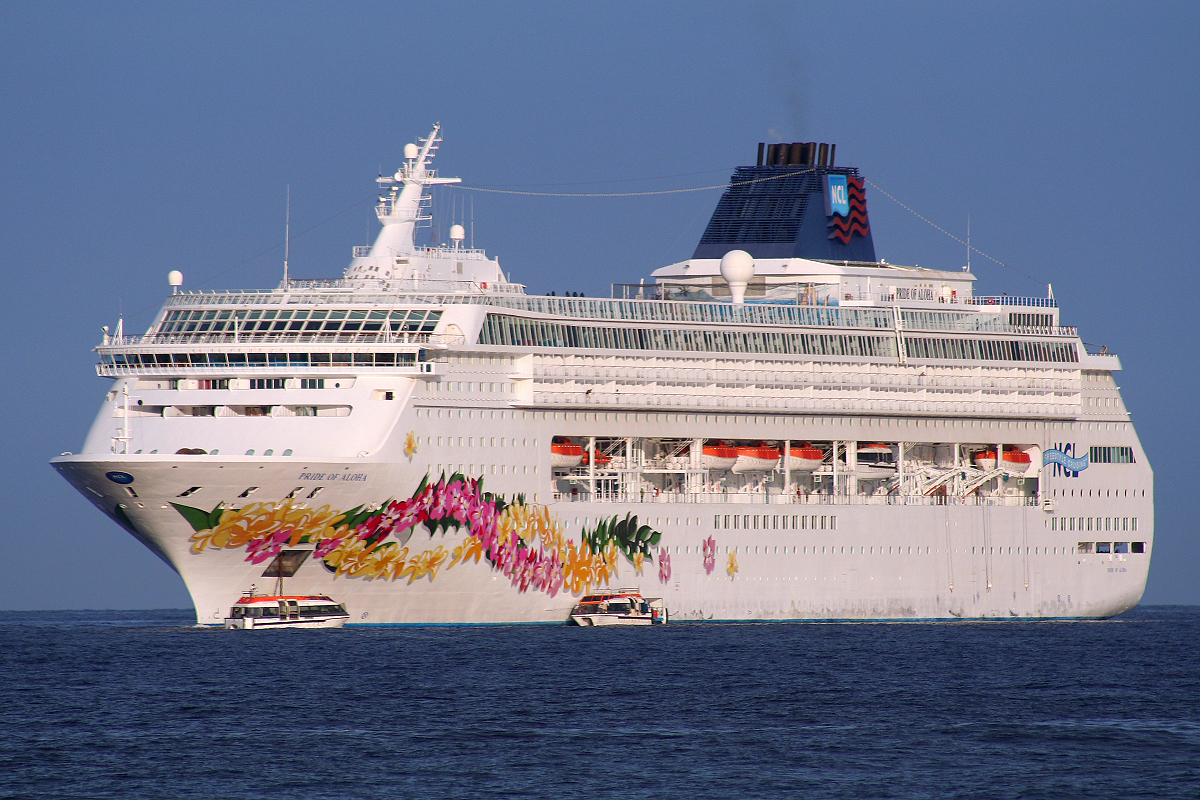
ノルウェージャン・スカイ

- ノルウェージャン・クルーズライン （アメリカ）
ノルウェージャン・エスケープ級 <同型船4隻> （総トン数165,157t 2015年就航）
ノルウェージャン・エピック （総トン数155,873t 2010年就航）
ノルウェージャン・ブレイクアウェイ級 <同型船2隻> （総トン数146,600t 2013年就航）
ノルウェージャン・プリマ級 <同型船2隻> （総トン数143,535t 2022年就航）
ノルウェージャン・ジュエル級 <同型船4隻> （総トン数93,502t 2005年就航<第1船>）
ノルウェージャン・スター級 <同型船2隻> （総トン数91,740t 2001年就航<第1船>）
ノルウェージャン・スカイ級 <同型船2隻> （総トン数77,104t 1999年就航<第1船>）
ノルウェージャン・サン （総トン数78,309t 2001年就航)
ノルウェージャン・スピリット （総トン数75,338t 1998年就航）
プライド・オブ・アメリカ （総トン数80,439t 2005年就航）

- パシフィック

- ハパク・ロイド・クルーズ（ドイツ）
オイローパ2 （総トン数42,830t 2013年就航）
オイローパ （総トン数28,890t 1999年就航）
C. コロンブス （総トン数15,067t 1997年就航）
ハンゼアティック （総トン数8,378t 1991年就航）

- ピーター・デイルマン・クルーズ（ドイツ）
ドイッチュラント （総トン数22,496t 1998年就航）

- フェニックス・ライゼン（ドイツ）
アルタニア （総トン数44,348t 1984年就航）
アメラ （総トン数39,051t 1988年就航）
アマデア（総トン数28,856t 2006年就航 ※元飛鳥1991年就航）
アレクサンダー・フォン・フンボルト （総トン数15,343t 1990年就航）

- プリンセス・クルーズ（アメリカ）
ロイヤル・プリンセス級 <同型船6隻> （総トン数142,714t 2013年就航<第1船>）
マジェスティック・プリンセス（総トン数143,700t 2017年就航）
ダイヤモンド・プリンセス級 <同型船2隻> （総トン数115,875t 2004年就航<第1船>）
サファイア・プリンセス（総トン数115,875t 2004年就航）
カリビアン・プリンセス級 <同型船4隻> （総トン数112,894t 2004年就航<第1船>）
グランド・プリンセス級 <同型船3隻> （総トン数108,806t 1998年就航<第1船>）
コーラル・プリンセス級 <同型船2隻> （総トン数91,627t 2002年就航<第1船>）
サン・プリンセス級 <同型船3隻> （総トン数77,441t 1995年就航<第1船>）

- プルマントゥール・クルーズ（スペイン）
エンプレス （総トン数48,563t 1990年就航）
パシフィック・ドリーム級 <同型船2隻> （総トン数47,427t 1990年就航<第1船>）

- フレッド・オルセン・クルーズ・ライン（イギリス）
バルモラル （総トン数43,537t 1988年就航）

- ポナン（フランス）
ル・コマンダン・シャルコー （総トン数31,283t 2021年就航）
ル・ボレアル級 <同型船2隻> （総トン数10,944t 2010年就航<第1船>）

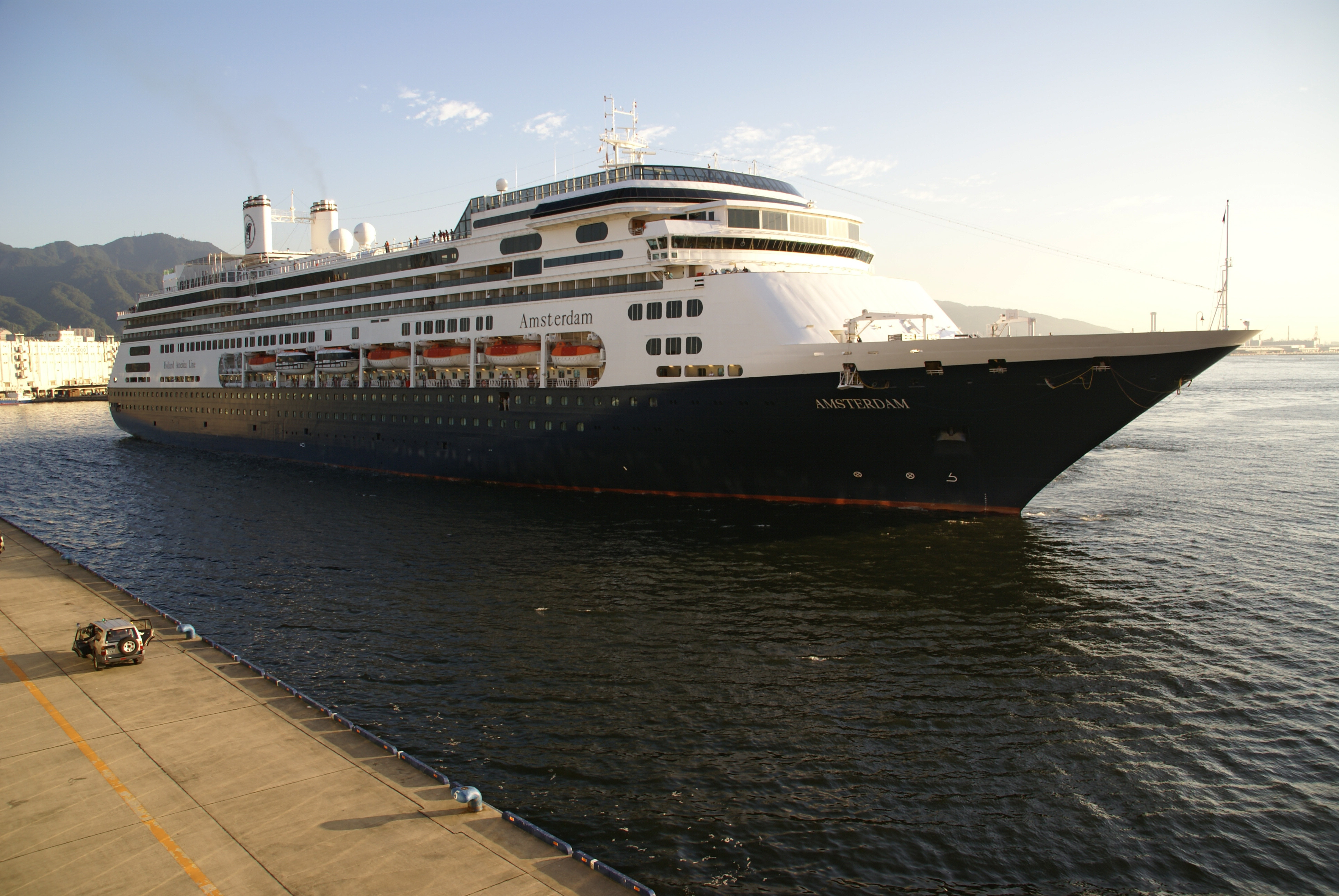
アムステルダム

- ホーランド・アメリカライン(HAL)（アメリカ）※カーニバルクルーズ傘下
ユーロダム級 <同型船2隻> （総トン数86,273t 2008年就航<第1船>）
ザイデルダム級 <同型船4隻> （総トン数82,305t 2002年就航<第1船>）
ロッテルダム級 <同型船4隻> （総トン数59,652t 1997年就航<第1船>）
フォーレンダム（総トン数60,906t 1999年就航）
アムステルダム（総トン数60,874t 2000年就航）
スタテンダム級 <同型船4隻> （総トン数55,819t 1993年就航<第1船>）

- 渤海クルーズ（渤海郵輪有限公司）（中国）
チャイニーズ・タイシャン （総トン数24,391t 2000年就航）

- マレラ・クルーズ（イギリス）
マレラ・ディスカバリー級 <同型船2隻> （総トン数69,130t 1996年就航<第1船>）

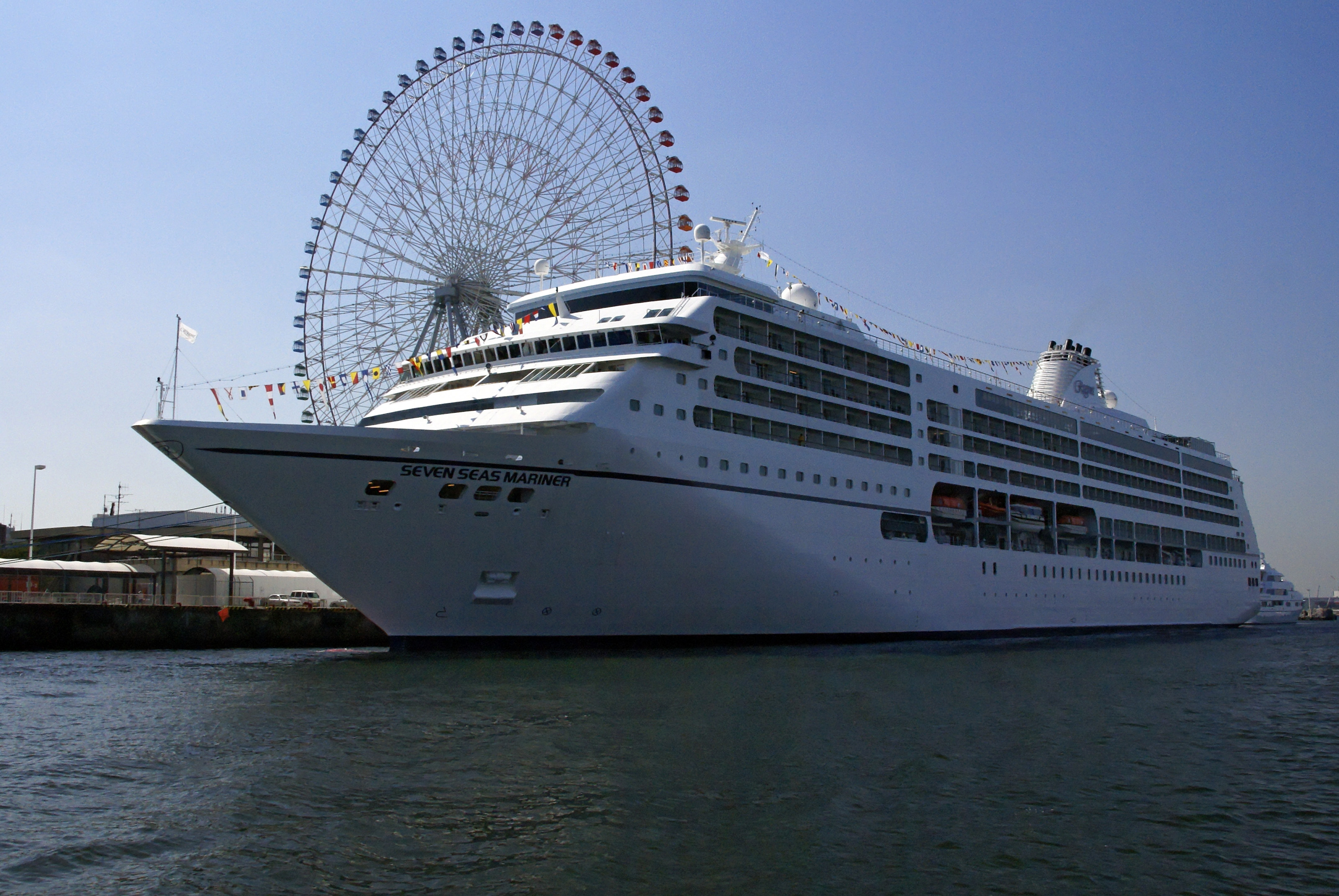
セブンシーズマリナー

- リージェント・セブン・シーズ・クルーズ（アメリカ）
セブン・シーズ・マリナー （総トン数48,075t 2001年就航）
セブン・シーズ・ボイジャー （総トン数42,363t 2003年就航）
セブン・シーズ・ナビゲーター （総トン数28,550t 1999年就航）

- ルイス・クルーズ・ライン（キプロス）
ルイス・オリンピア （総トン数37,773t、1982年就航）
ルイス・マジェスティ （総トン数40,876t 1992年就航）
ジ・エメラルド （総トン数26,428t、1992年就航）
クリスタル （総トン数25,611t、1992年就航）

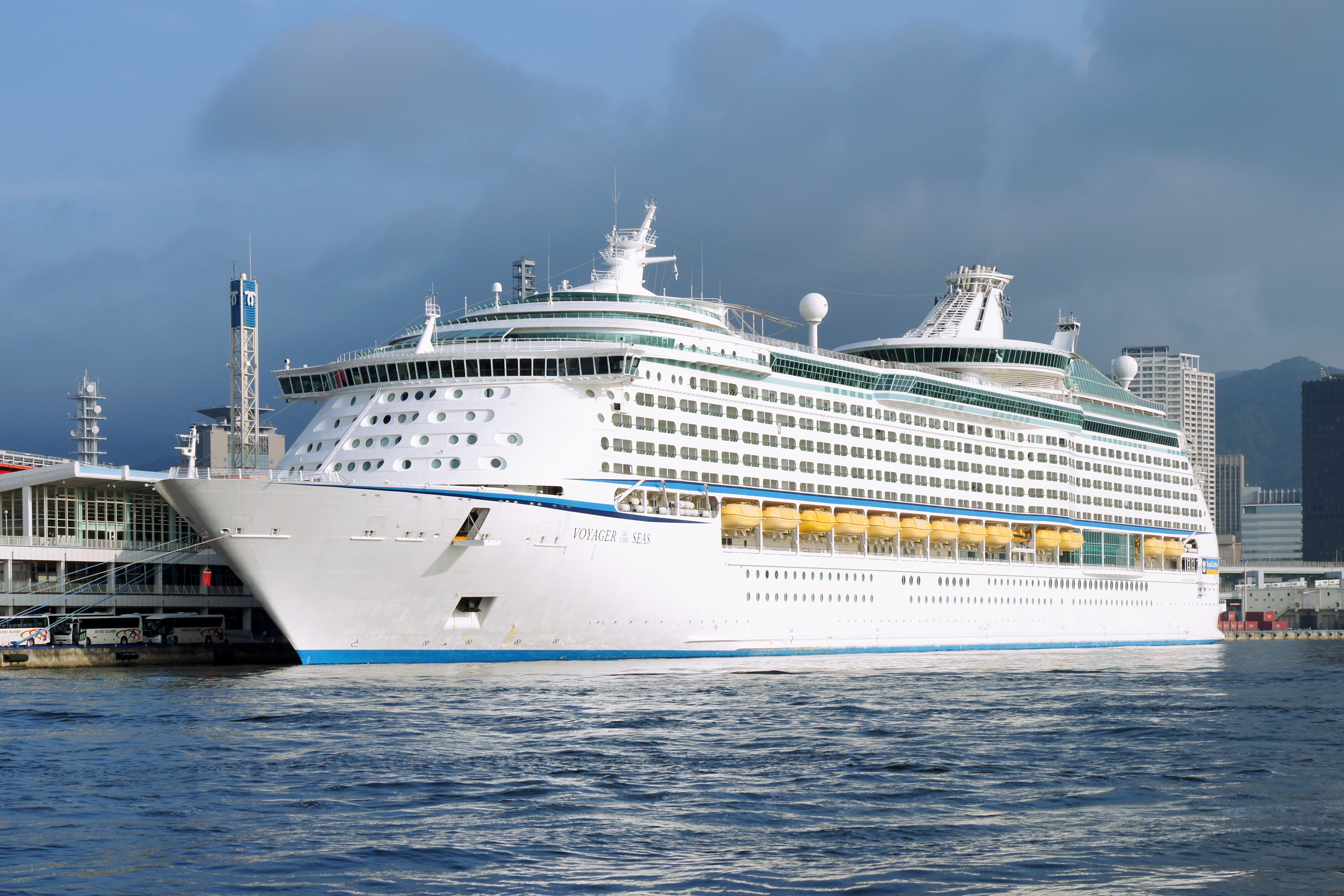
ボイジャー・オブ・ザ・シーズ

- ロイヤル・カリビアン・インターナショナル(RCI)（アメリカ）
アイコン・オブ・ザ・シーズ （総トン数248,663t 2024年就航）【世界最大】
オアシス・オブ・ザ・シーズ級 <同型船6隻> （総トン数225,282t 2009年就航<第1船>）
フリーダム・オブ・ザ・シーズ級 <同型船3隻> （総トン数154,407t 2006年就航<第1船>）
ボイジャー・オブ・ザ・シーズ級 <同型船5隻> （総トン数137,276t 1999年就航<第1船>）
レディアンス・オブ・ザ・シーズ級 <同型船4隻> （総トン数90,090t 2001年就航<第1船>）
ラプソディ・オブ・ザ・シーズ級 <同型船2隻> （総トン数78,491t 1997年就航<第1船>）
グランジャー・オブ・ザ・シーズ級 <同型船2隻> （総トン数73,817t 1996年就航<第1船>）

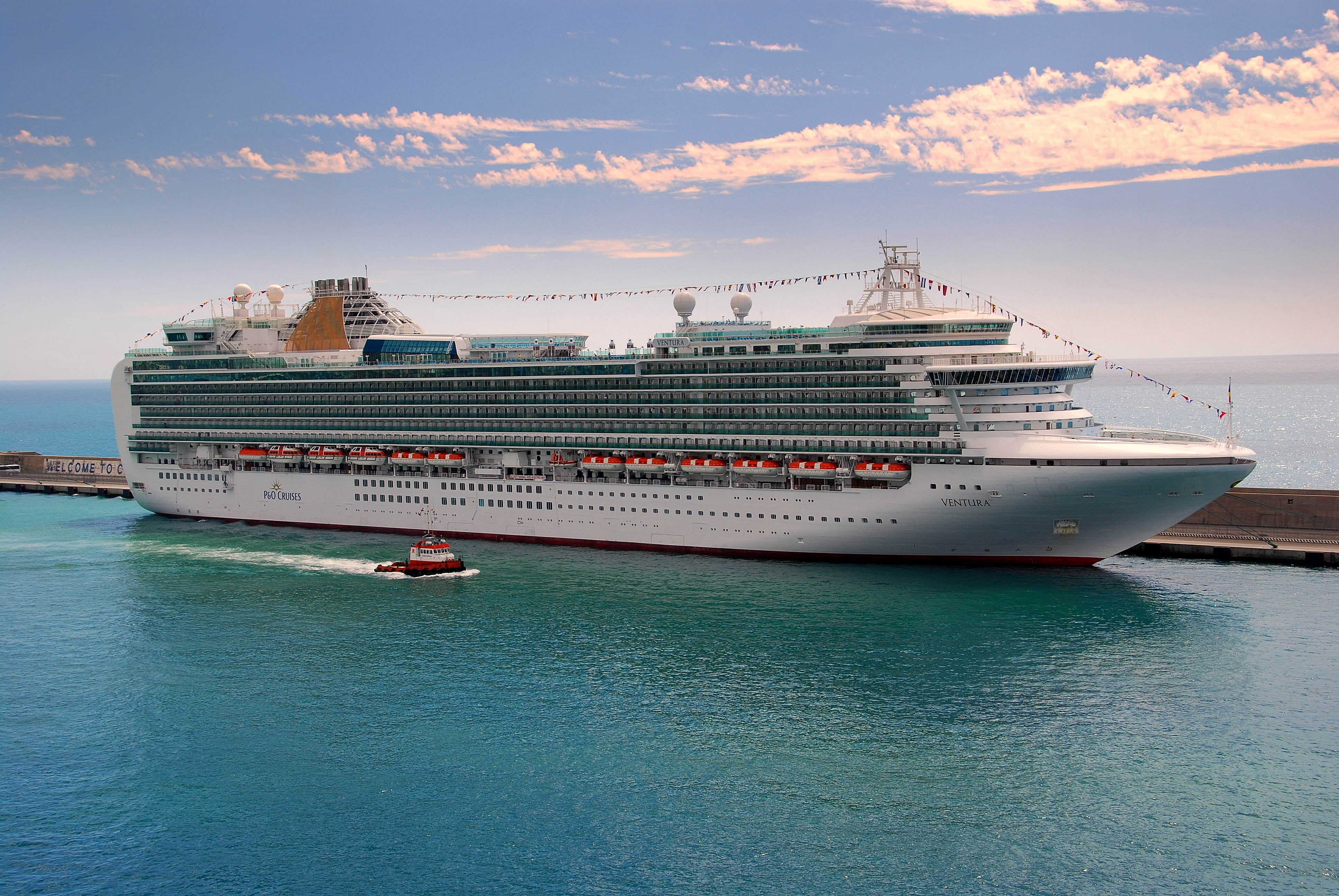
ヴェンチューラ

- P&Oクルーズ（イギリス/アメリカ）※カーニバルクルーズ傘下
アイオナ級 <同型船2隻> （総トン数184,089t 2021年就航<第1船>）
ヴェンチューラ級 <同型船2隻> （総トン数116,017t 2008年就航<第1船>）
アズーラ (総トン数115,055t 2010年就航)
アーケイディア （総トン数82,972t 2005年就航）
オセアナ （総トン数77,499t 2000年就航）
オーロラ （総トン数76,152t 2000年就航）

- クルーズ・ウエスト（アメリカ）
スピリット・オブ・オセアヌス （総トン数4,200t 2000年就航）

- ピッツバーグ大学（アメリカ）
エクスプローラー （総トン数24,318t 2001年就航）

- レジデンシー（アメリカ）
ザ・ワールド （総トン数43,524t 2002年就航）

- ピースボート（日本）
オーシャン・ドリーム （総トン数35,265t 1981年就航）

### 日本客船
- 郵船クルーズ（日本郵船系）
  - 飛鳥II
  - 飛鳥III
- 商船三井クルーズ（商船三井系）
  - にっぽん丸
  - MITSUI OCEAN FUJI
- せとうちクルーズ（ツネイシホールディングス系）
  - ガンツウ

過去の客船
- ゆうとぴあ（1994年売船）
- おせあにっくぐれいす（昭和海運（現・日本郵船）1997年売船）
- ニューゆうとぴあ（1997年売船）
- サウンズ・オブ・セト（マリンパーク境ガ浜（ツネイシホールディングス系） 1999年売船）
- 新さくら丸（商船三井客船 1999年売船）
- 飛鳥（郵船クルーズ 2006年2月売船）
- ふじ丸（商船三井客船→日本チャータークルーズ（商船三井客船・日本クルーズ客船合弁） 2013年7月引退）
- おりえんとびいなす（日本クルーズ客船→日本チャータークルーズ2005年売船）
- ぱしふぃっくびいなす（日本クルーズ客船 2023年1月引退）

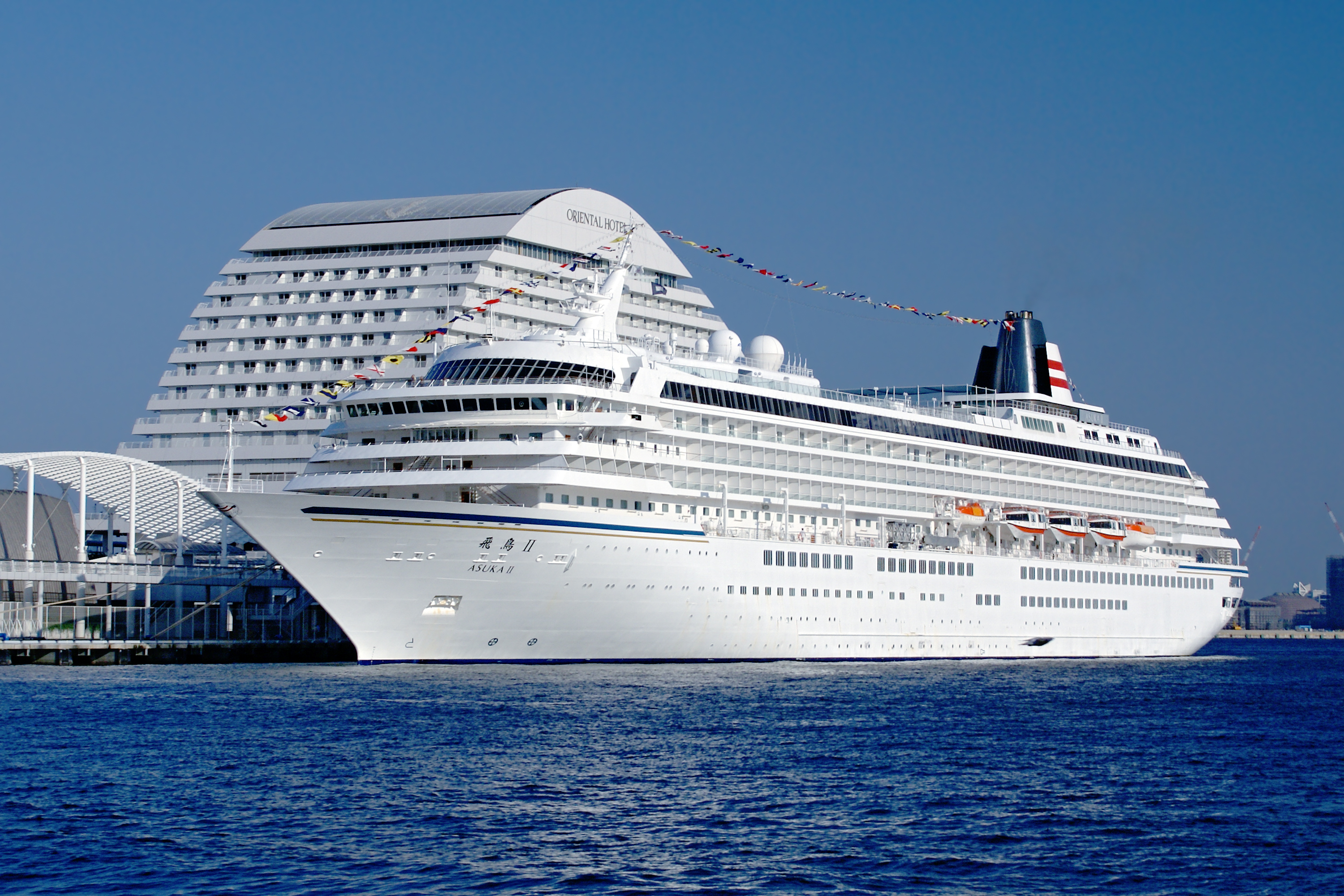
飛鳥II
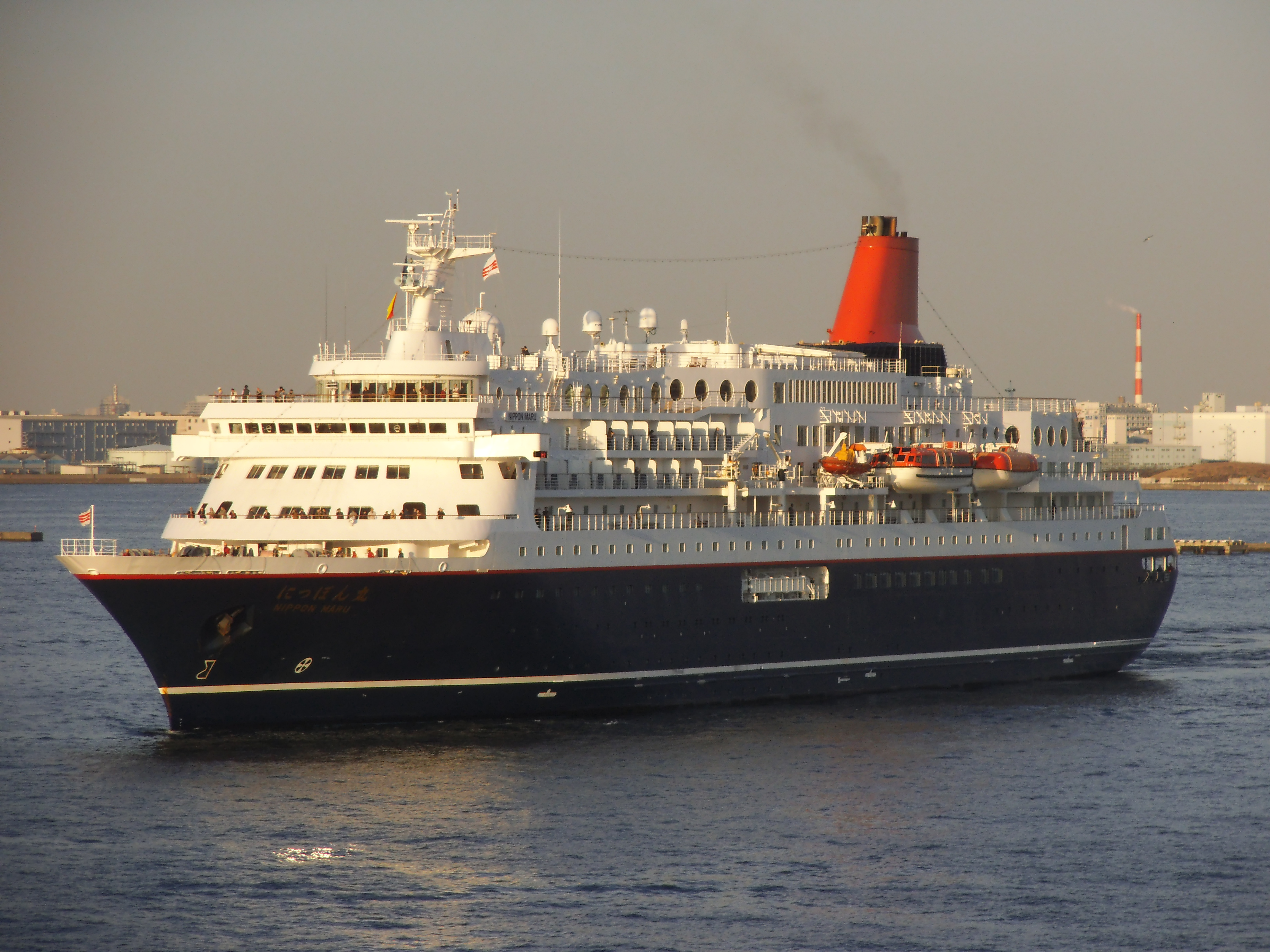
にっぽん丸
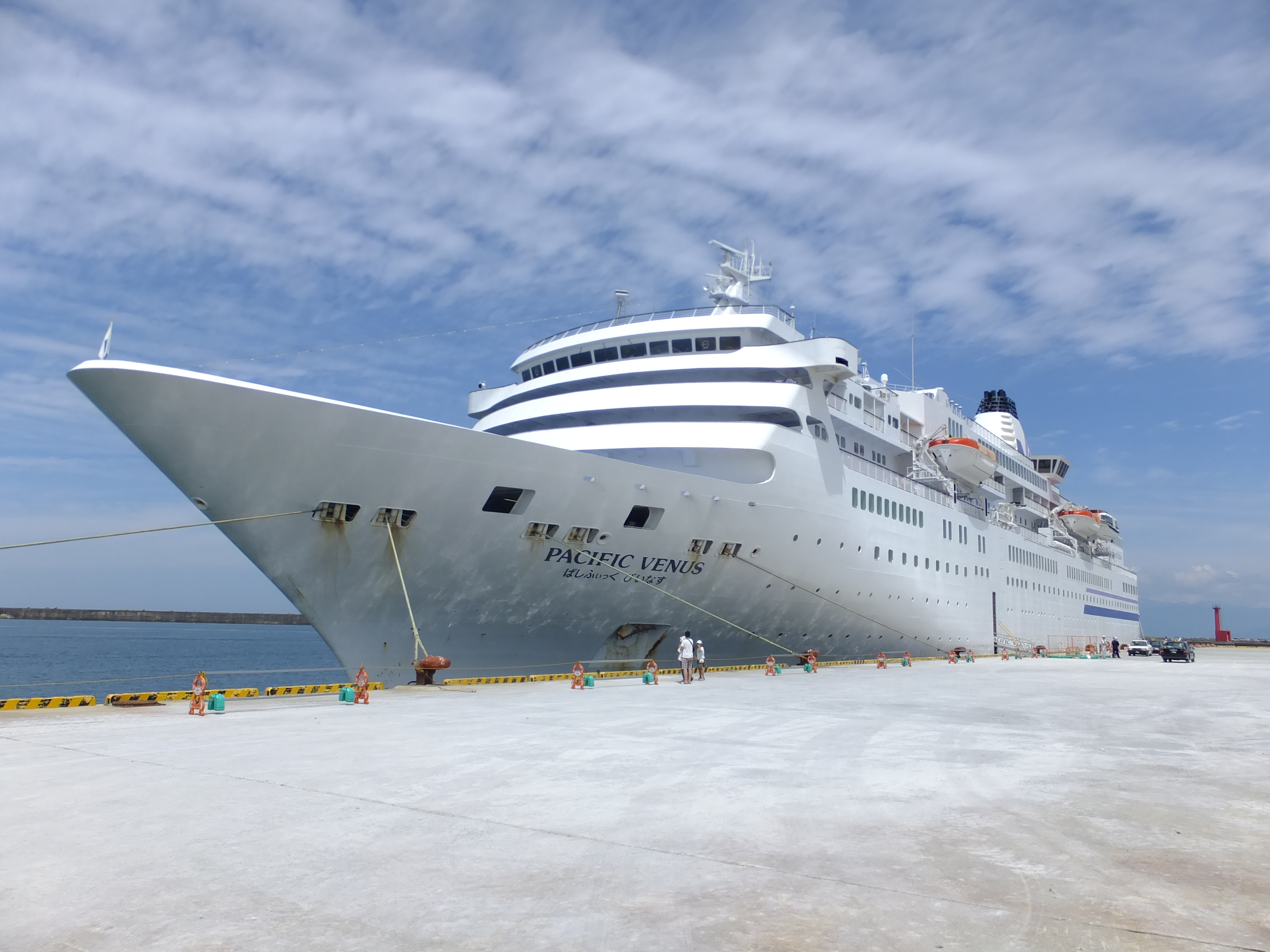
ぱしふぃっくびいなす
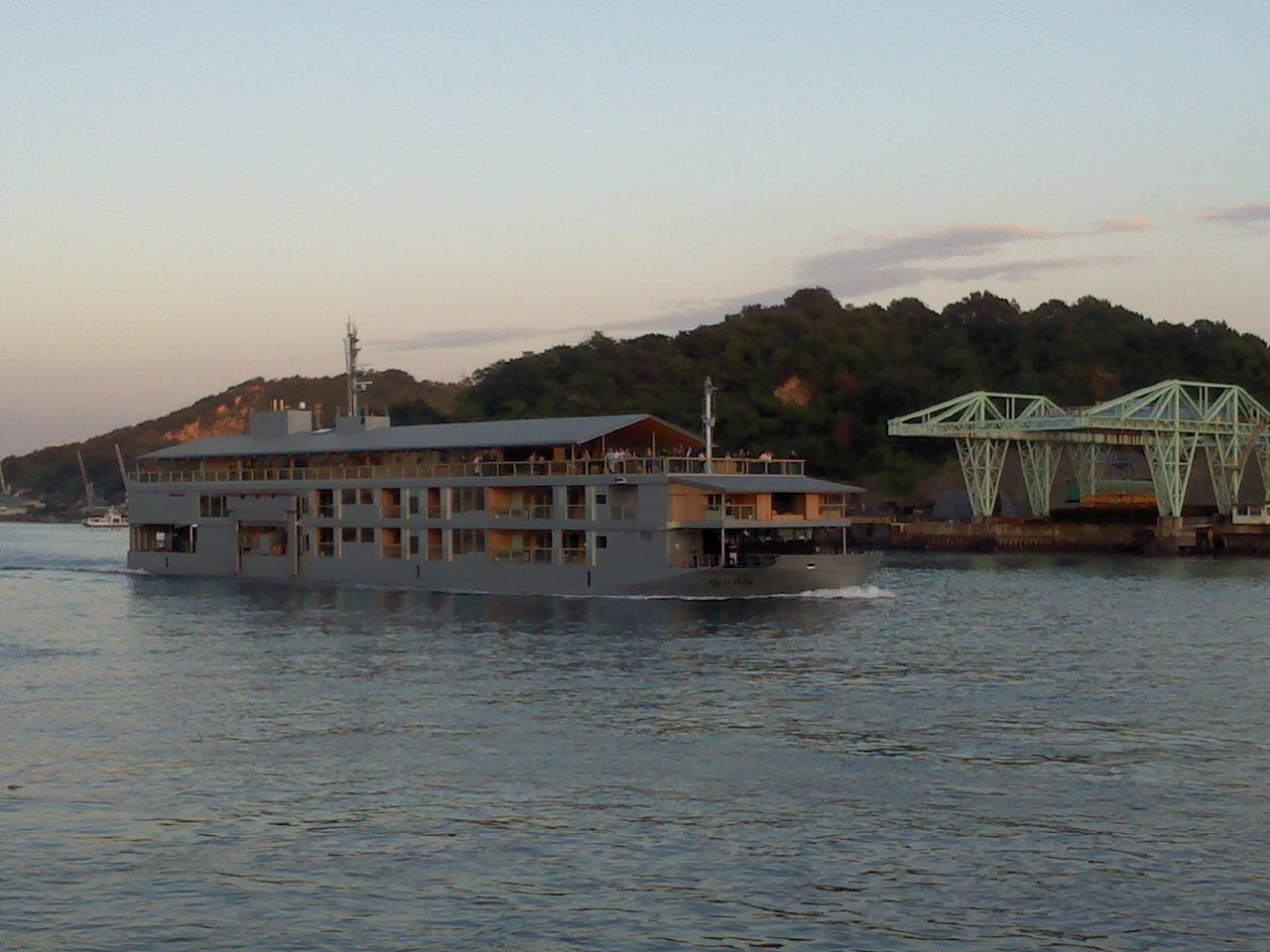
ガンツウ
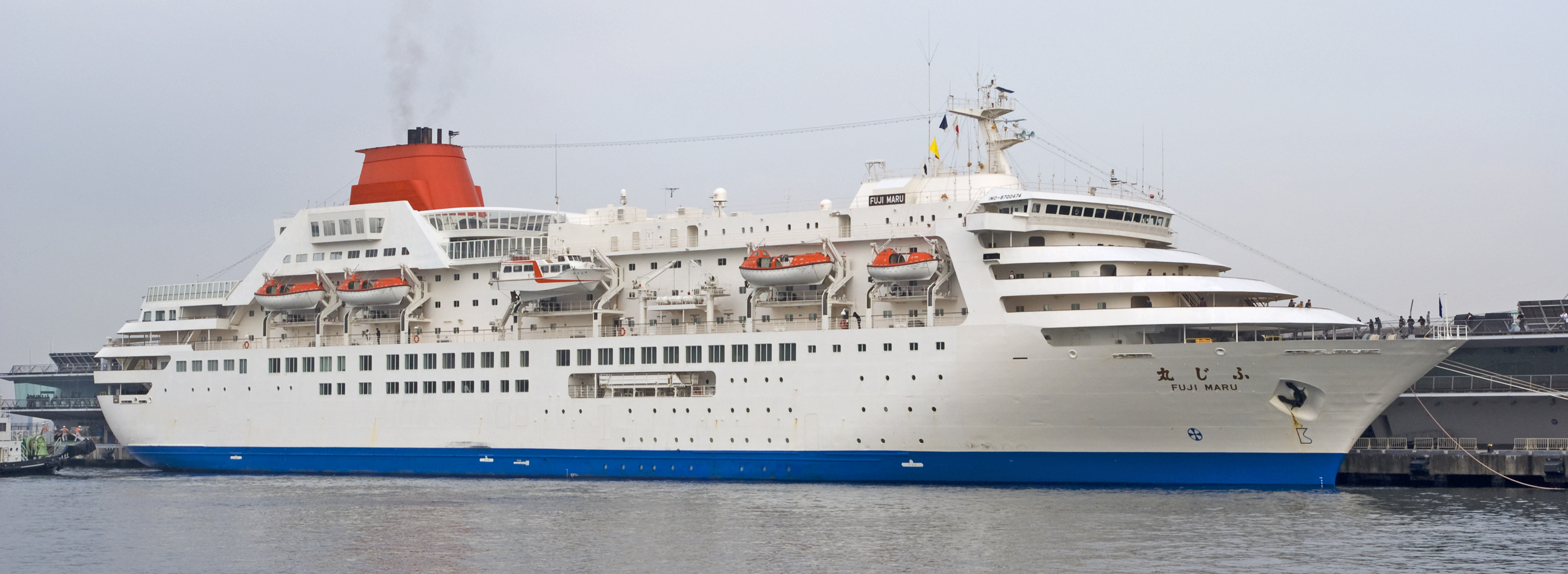
ふじ丸
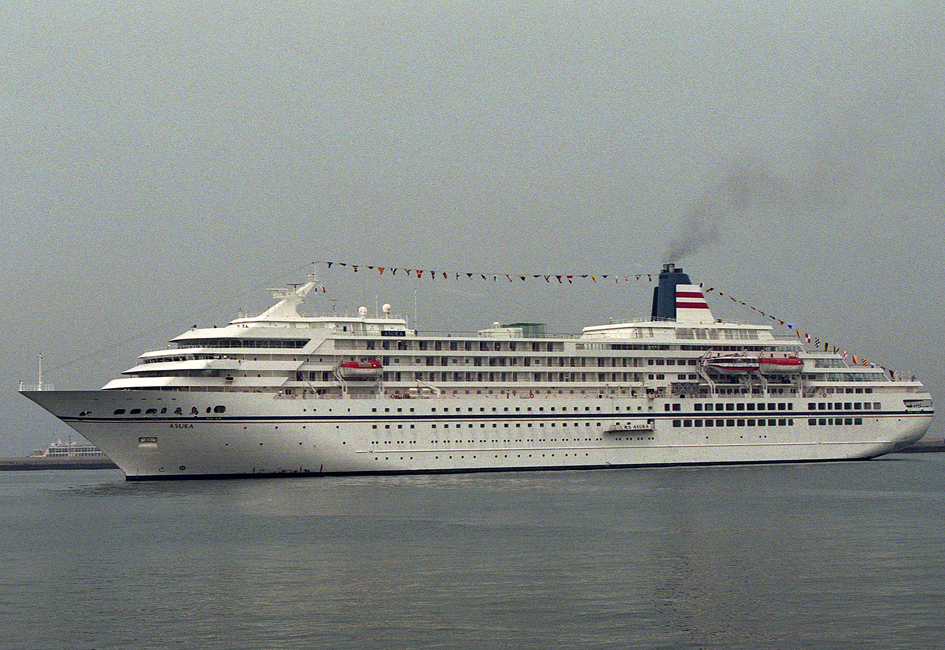
飛鳥

## 引退・沈没・解体された客船
- タイタニック（1912年4月14日、氷山に衝突。翌4月15日沈没）
- ルシタニア（Uボートの魚雷により、1915年5月7日沈没）
- ブリタニック（病院船として徴用。ドイツ軍の機雷により、1916年11月21日沈没）
- オリンピック（1935年廃棄）
- モーリタニア（1935年7月解体）
- マジェスティック（1939年火災により全損、1943年解体）
- ブレーメン（1941年放火により全損）
- ノルマンディー（1942年2月9日、火災を起こし沈没）
- エンプレス・オブ・カナダ（潜水艦の魚雷により、1943年3月13日沈没）
- レックス（1944年9月8日空爆により沈没）
- ヴィルヘルム・グストロフ（1945年1月30日沈没）
- カップ・アルコナ（1945年5月3日空爆により沈没）
- アンドレア・ドーリア（1956年7月25日衝突沈没）
- ブリタニック（1960年12月解体）
- オイローパ（1962年1月解体）
- クイーン・メリー（1967年引退し、ロングビーチで保存）
- ユナイテッド・ステーツ（1969年引退し、以降係船）
- オシアノス（1991年8月3日沈没）
- アキレ・ラウロ（1994年12月2日、火災を起こし沈没）
- キャンベラ（1997年解体）
- オリアナ（2005年解体）
- ステラ・ポラリス（スカンジナビア）（2006年9月2日沈没）
- シーダイヤモンド（2007年7月6日沈没）
- ザ・トパーズ（2008年解体）
- クイーン・エリザベス2（2008年引退し、ドバイで係船）
- コスタ・コンコルディア（2012年1月13日座礁、半没）
- コスタ・アレグラ（2012年解体）
- ふじ丸（2013年6月引退）
- ディスカバリー（2014年解体）
- コスタ・マリーナ（2014年解体）
- ソブリン（2020年解体）
- トロピカール（2021年解体）
- オーシャン・ダイヤモンド（2024年解体）